# Bitwa pod Olsztynem
Bitwa pod Olsztynem (znana też jako bitwa pod Jonkowem lub bitwa pod Barkwedą) – starcie zbrojne pomiędzy armią Cesarstwa Francuskiego a wojskami Imperium Rosyjskiego, które miało miejsce 3 lutego 1807 roku na terenie leżących pod Olsztynem wsi: Gutkowo, Jonkowo, Mątki i Barkweda. Bitwa miała miejsce podczas kampanii rosyjskiej Napoleona Bonaparte, która toczyła się w 1807 roku na terytorium Prus Wschodnich w ramach wojny z IV koalicją. Bitwa pod Olsztynem zakończyła się wygraną francuską. Umożliwiła Napoleonowi otwarcie drogi na północ i pościg za Rosjanami oraz doprowadzenie do walnej bitwy z armią rosyjsko-pruską kilka dni później.

## Kontekst
Po rozgromieniu wojsk pruskich w październiku 1806 roku (bitwy pod Jeną i Auerstedt) Napoleon i jego Wielka Armia ruszyli na wschód do znajdujących się pod pruskim zaborem prowincji polskich. Celem Napoleona było doprowadzenie do walnej rozstrzygającej bitwy ze stacjonującą tam armią rosyjską, ówczesnym sojusznikiem Prus. Bitwa pod Pułtuskiem (26 grudnia) tylko częściowo spełniła oczekiwania Francuzów. Po nadejściu zimy cesarz Francuzów wydał rozkaz rozkwaterowania armii na zimowe leże, błędnie mniemając że Rosjanie uczynią to samo.
Ten błąd postanowił wykorzystać rosyjski generał Levin August von Bennigsen, który pod koniec stycznia 1807 roku skierował swoje wojska do ataku na słabe francuskie lewe skrzydło z zamiarem rozgromienia go lub pozostawienia w tyle za resztą Wielkiej Armii. Taki cel miała spełnić bitwa pod Morągiem (25 stycznia), w której jednak Francuzi odparli atak.
Szczęśliwie Francuzi z korpusu Michela Neya, którzy nie wykonali rozkazów i nadmiernie rozciągnęli szyki, napotkali rosyjską straż przednią. W ten sposób Napoleon był w stanie odczytać intencje Bennigsena i ustalić, co miało być decydującym manewrem kampanii. Rozkazując lewemu skrzydłu cofnąć się w celu przyciągnięcia armii rosyjskiej na zachód, cesarz skierował większość swoich sił na północ, w okolice Olsztyna, w celu oskrzydlenia niczego niepodejrzewającego wroga i pozostania za nim z potężnymi siłami.
Jednak w nocy z 31 stycznia na 1 lutego Rosjanie przechwycili kluczową depeszę, w której stacjonujący w Pułtusku francuski szef sztabu Louis-Alexandre Berthier wyjaśniał cały plan dowódcy lewego korpusu Jean-Baptiste Bernadotte’owi (późniejszemu królowi Szwecji). To pozwoliło Bennigsenowi zdać sobie sprawę z niebezpieczeństwa, w jakim znalazła się jego armia i rozpocząć przyspieszony odwrót na północny wschód.

## Bitwa
W międzyczasie Francuzi, nieświadomi odwrotu Rosjan, kontynuowali zamierzony manewr, napierając w kierunku rzeki Łyny swoją przednią strażą, częścią oddziałów III Korpusu Jazdy Rezerwowej marszałka Joachima Murata, wspieranych przez piechotę z IV Korpusu marszałka Jeana de Dieu Soult’a.
Już 2 lutego Soult rozpoczął przygotowania do zdobycia obsadzonej przez Rosjan przeprawy w Barkwedzie (jedyny wówczas ocalały most na Łynie między Olsztynem a Dobrym Miastem), a reszta wojsk francuskich koncentrowała się w Olsztynie i okolicach.
3 lutego wojska napoleońskie zajęły stanowisko na równym terenie naprzeciw Jonkowa, w którym stacjonowała znaczna część wycofującej się armii rosyjskiej Bennigsena. Widząc okazję do decydującej bitwy, Napoleon (który tego dnia w przybył z Warszawy do Olsztyna), nakazał wymarsz na pole bitwy jeszcze czterech korpusów armii. Rozkazał Muratowi opóźnić atak i poczekać na posiłki.
Według francuskiego planu główną siłą atakującą Rosjan od frontu miała być 1. dywizja z korpusu Soulta dowodzona przez Louisa de Saint-Hilaire’ego (ok. 7600 bagnetów) wraz z jednostkami jazdy z korpusu Murata (4500 szabel). Na pierwszą linię Murat skierował dywizję kawalerii, której dowodził Jean Baptiste Milhaud oraz brygadę lekkiej kawalerii (składającą się z 5. i 7. pułku huzarów) pod dowództwem osławionego Antoine de Lasalle’a, nazywanej ze względu na swoją skuteczność „brygadą piekielną” (fr. brigade infernale).
Sam marszałek Soult z pozostałymi swoimi dywizjami (Levala i Legranda) miał zaatakować Rosjan z prawej flanki. W tym celu musiał przeprawić się przez Łynę w okolicach Barkwedy, zdobywając tamtejszy most i groble przy młynie oraz bród w Żurawnie lub próbując przejść z wojskami po zamarzniętej wówczas w wielu miejscach rzece. W ataku z flanki dywizje Soulta wspierała 2. dywizja dragonów generała Grouchy z korpusu Murata.
W tym czasie marszałek Davout i jego III Korpus zajęli Barczewo i osłaniali od wschodu Soulta napierającego od strony Dywit na przeprawę w Barkwedzie. Korpusy Neya i Augereau czekały w odwodzie. Sam Napoleon i jego Gwardia Cesarska znajdowali się w Olsztynie, dzięki czemu kontrolowali mosty w tym mieście i mogli manewrować po obu stronach Łyny. Po południu cesarz przybył do Gutkowa, skąd z wieży kościelnej obserwował działania wojsk na równinie między Olsztynem a Jonkowem.
Główne siły rosyjskie pod wodzą Bennigsena stacjonowały w Jonkowie i tam miały oczekiwać na nadejście oddziałów Bagrationa i sprzymierzonych Prusaków von L’Estocqa. W Mątkach znajdowała się 14-ta dywizja pod dowództwem młodego Nikołaja Kamienskiego, który zastąpił poległego pod Morągiem generała von Anrepa. Kamienski miał za zadanie ochronić strategiczną drogę na Miłakowo i przeprawę w Barkwedzie, których utrzymanie było kluczowe do udanego odwrotu reszty armii. Dywizja Kamienskiego miała też uniemożliwić Francuzom przejście po zamarzniętej Łynie na odcinku Żurawno – Kajny – Barkweda.
Dwanaście batalionów rosyjskiej piechoty i sześć baterii artylerii rozlokowało się na długości zaledwie ośmiu kilometrów wzdłuż drogi Węgajty – Jonkowo – Mątki – Kajny – Barkweda. Kamienskiemu w przygotowaniu do obrony pomógł fakt, że Francuzi zaatakowali dopiero około godziny 15:00, opóźnienie spowodowane było rozkazami Napoleona dla Murata.
Kiedy Francuzi w końcu ruszyli na Jonkowo, Rosjanie początkowo stawiali opór, wykorzystując ogień dział i muszkietów. Niemniej wskutek taktycznego rozlokowania w wąwozach i pozostawienia Francuzom wysokich terenów, Rosjanie wkrótce byli zmuszeni do wycofania się pod presją ataku francuskiego. Główne siły rosyjskie rozpoczęły odwrót w kierunku Miłakowa i przepraw na Pasłęce.
Tymczasem późnym popołudniem Soult z 24. pułkiem lekkim i 4. pułkiem liniowym rozpoczął atak z flanki i po zaciekłej walce wypchnął zaskoczonych Rosjan poza Łynę, zdobywając niezniszczony most w Barkwedzie. Gdy zapadała noc i pozycje rosyjskie były całkowicie zagrożone, Bennigsen postanowił już nie czekać i nakazał przyspieszyć odwrót. Zlecił Kamienskiemu wycofać się w kierunku Dąbrówki (niem. Deppen), gdzie mieli przekroczyć Pasłękę.

## Wynik
W bitwie Rosjanie stracili około 800 żołnierzy, w tym 8 zabitych oficerów. Zmuszeni też byli porzucić sześć dział i trzystu jeńców na polu bitwy. Straty francuskie są nieznane.
Pomimo taktycznego sukcesu Napoleonowi nie udało się doprowadzić pod Olsztynem do decydującej bitwy z wojskami rosyjsko-pruskimi, jak planował. Odwrót armii rosyjskiej wymagał od Francuzów dalszej pogoni w warunkach zimowych. Mimo to Francuzi zdobyli nietknięte strategiczne mosty nad Łynie, których Rosjanie nie zdążyli zniszczyć, dzięki czemu otworzyli sobie drogę na północ, w stronę Królewca, gdzie po klęsce pod Jeną przeniosła się z Berlina pruska para królewska.
Na drugi dzień, 4 lutego, Napoleon z wojskami zajął Jonkowo, a oddziały Soulta z Barkwedy dotarły do Mątek. Tego dnia Francuzi wznowili pościg, w wyniku czego zdobyto szesnaście dział. Jeszcze następnego dnia Soult wziął do niewoli ponad 1200 jeńców.
Armia rosyjska wycofywała się na północ w trzech kolumnach. Jej tylne straże były ścigane przez korpusy Augereau’a i Murata oraz Gwardię pod dowództwem Napoleona. Tymczasem korpusy Soulta i Davouta oskrzydlały Rosjan z prawej strony, na wschód od Łyny, idąc na Dobre Miasto i Lidzbark Warmiński. Natomiast korpus Neya oskrzydlał Rosjan z lewej strony, na zachód od Pasłęki, idąc na Miłakowo i Ornetę, jednocześnie nie dopuszczając pruskich wojsk Lestocq’a do przekroczenia Pasłęki i połączenia się z armią Bennigsena.
Siły rosyjskie znalazły się więc w zamkniętym korytarzu między rzekami Łyną i Pasłęką, ścigane od tyłu przez Francuzów, wycofywały się na północ w stronę Górowa Iławeckiego. Prusacy Lestocq’a z Ostródy pomaszerowali przez Morąg i Pieniężno, by połączyć się z Rosjanami dopiero pod Pruską Iławą, 27 km od Królewca.
Seria potyczek doprowadziła 6 lutego do bitwy pod Hoff (dziś Dwórzno, 5 km od Górowa Iławeckiego), po której w końcu nastąpiła walna bitwa pod Pruską Iławą (7–8 lutego), jedno z najkrwawszych starć w całej historii wojen napoleońskich.
Kampania rosyjska w Prusach zakończyła się w czerwcu 1807 roku miażdżącym zwycięstwem wojsk Napoleona nad armiami rosyjską i pruską pod Frydlandem nad dolną Łyną. Cesarz rosyjski Aleksander I i król pruski Fryderyk Wilhelm III zmuszeni był zawrzeć pokój z Napoleonem i podpisać traktat w Tylży. W jego wyniku powstało Księstwo Warszawskie będące namiastką niepodległego państwa polskiego po okresie rozbiorów.

## Upamiętnienie
- Na Starym Mieście w Olsztynie w 2007 roku został ustawiony Kamień Napoleona z tablicą w języku polskim i francuskim, upamiętniający pobyt cesarza w Olsztynie. Napis na tablicy brzmi: „3 lutego 1807 roku NAPOLEON przebywał w Olsztynie z zamiarem stoczenia bitwy z wojskami rosyjskimi. Mieszkańcy Olsztyna, 2007”. Pomnik stoi w pobliżu Mostu Jana Nepomucena, poprzez który Napoleon wjechał do miasta i przy ul. Grunwaldzkiej (daw. Miłakowskiej), którą udał się z Olsztyna na pole bitwy do Gutkowa i Jonkowa, a potem dalej na północ[2].
- Nad Łyną w Barkwedzie, w pobliżu pruskiego grodziska, rósł sędziwy okazały dąb, który już w XIX wieku nazywano Dębem Napoleona. Jego wiek szacowano na 500 lat. Według pomiarów z 1897 roku wykonanych przez Walentego Barczewskiego, księdza z pobliskiego Brąswałdu, ów dąb miał 9 metrów obwodu w pierśnicy. W drzewie znajdowała się obszerna dziupla o wysokości 4 metrów i średnicy 1,75 metrów. Zgodnie z podaniem pod dębem miał dowodzić sam cesarz Francuzów (w rzeczywistości Napoleon nie odwiedził osobiście Barkwedy). Dąb Napoleona spłonął w 1922 roku. Jednak obecnie w pobliżu, na terenie grodziska, nadal rosną trzy inne okazałe dęby, będące być może potomstwem tamtego. Najokazalszy z nich ma 6 metrów obwodu. Obecnie one również zwane są „dębami Napoleona”[3][4].
- Od roku 2007 w Jonkowie i Barkwedzie odbywa się festyn „Napoleoniada”, na którym przedstawiana jest między innymi inscenizacja bitwy z udziałem rekonstruktorów z Polski i zagranicy[4][5].
- W okolicy wyznaczono również pieszy „Szlak Śladami Napoleona”, który liczy 39 km i prowadzi przez wsie południowej Warmii, które były świadkami walk w 1807 roku. Szlak rozpoczyna się w Barkwedzie, wiedzie między innymi przez Gutkowo, Mątki, Dąbrówkę do Konradowa. W miejscowościach tych szlak oznaczono tablicami informacyjnymi[6].
- Nawiązanie do bitwy znalazło się też pod koniec drugiego odcinka francuskiego miniserialu Napoleon z 2002 roku z Christianem Clavierem w roli tytułowej, opartego na podstawie powieści autorstwa Maxa Gallo (był to najdroższy miniserial telewizyjny wyprodukowany w Europie). Cesarz przebywając z panią Walewską w Warszawie dowiaduje się o walkach z Rosjanami w Prusach i rusza tam na czele wojsk. Na mapie ukazany jest kierunek pochodu wojsk Napoleona pod Pruską Iławę, który prowadzi przez Olsztyn (w filmie: Allenstein) i Jonkowo (w filmie: Jankowo). W przebitkach widać sceny zimowych walk[7].

## Mapy

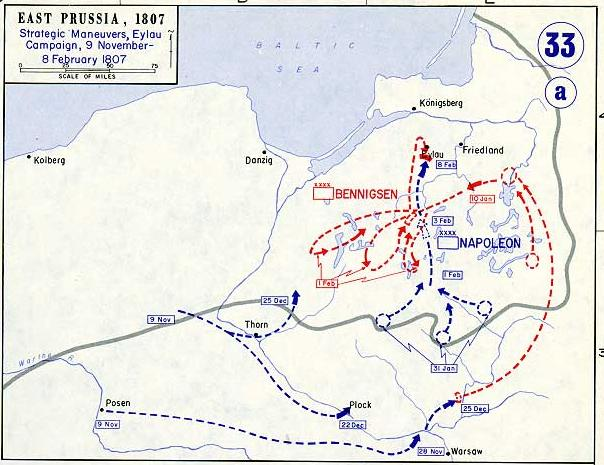
Kampania iławska, styczeń-luty 1807 r. Widoczne spotkanie obu armii pod Olsztynem 3 lutego.
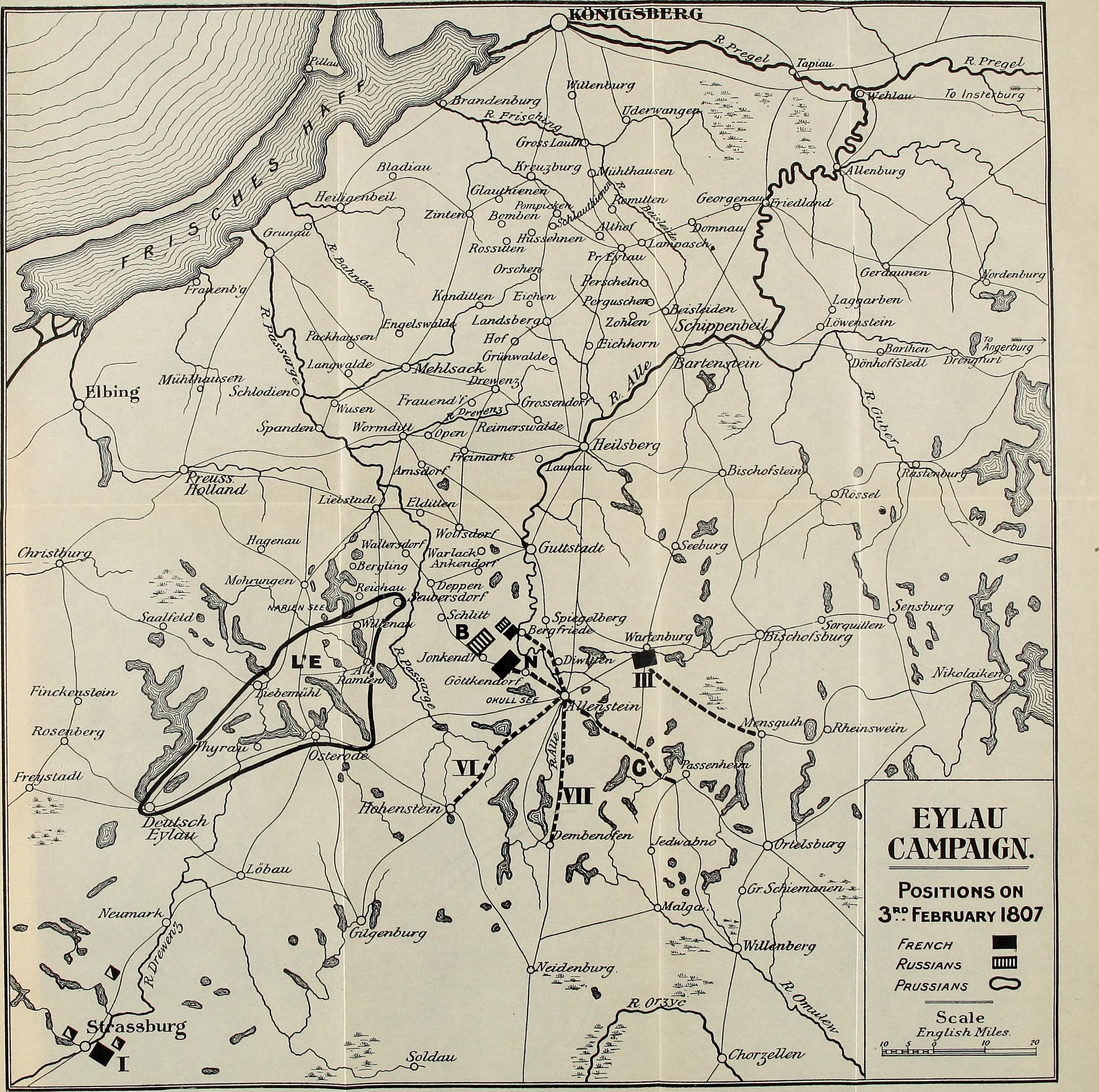
Kampania iławska. Sytuacja 3 lutego (źródło: Goltz "Jena to Eylau", 1913)
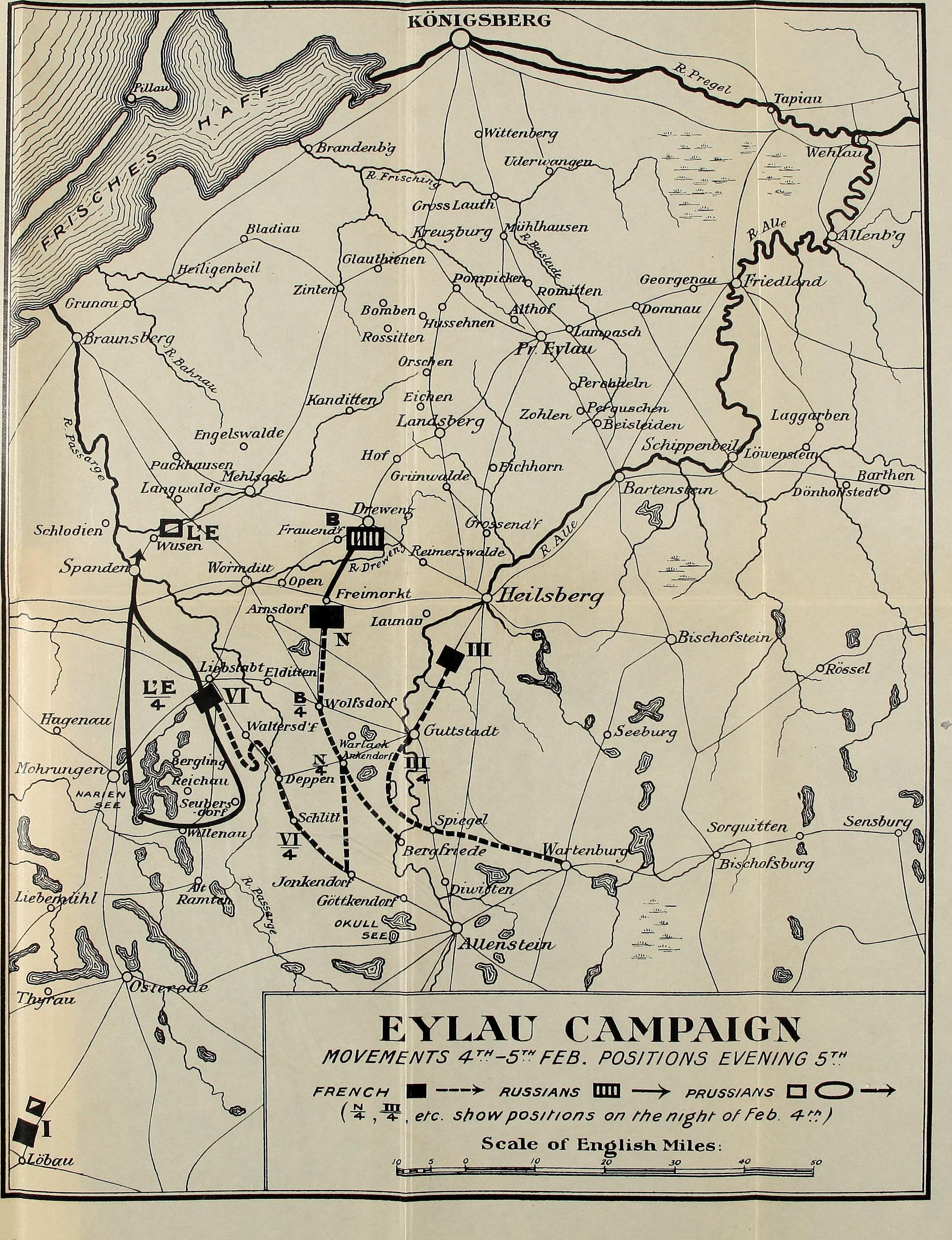
Kampania iławska. Ruchy wojsk 4-5 lutego (źródło: Goltz "Jena to Eylau", 1913)
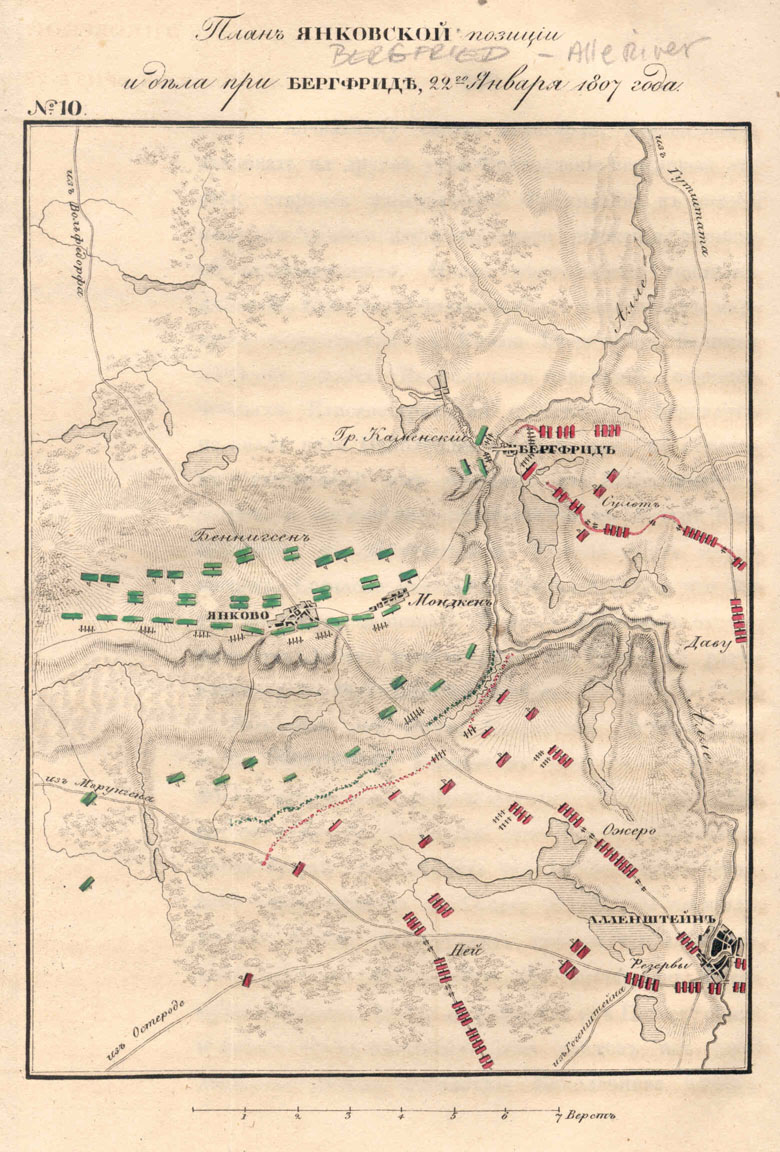
Bitwa pod Olsztynem. Ustawienie wojsk 3 lutego (źródło: Michajłowski-Danielewski, 1846).
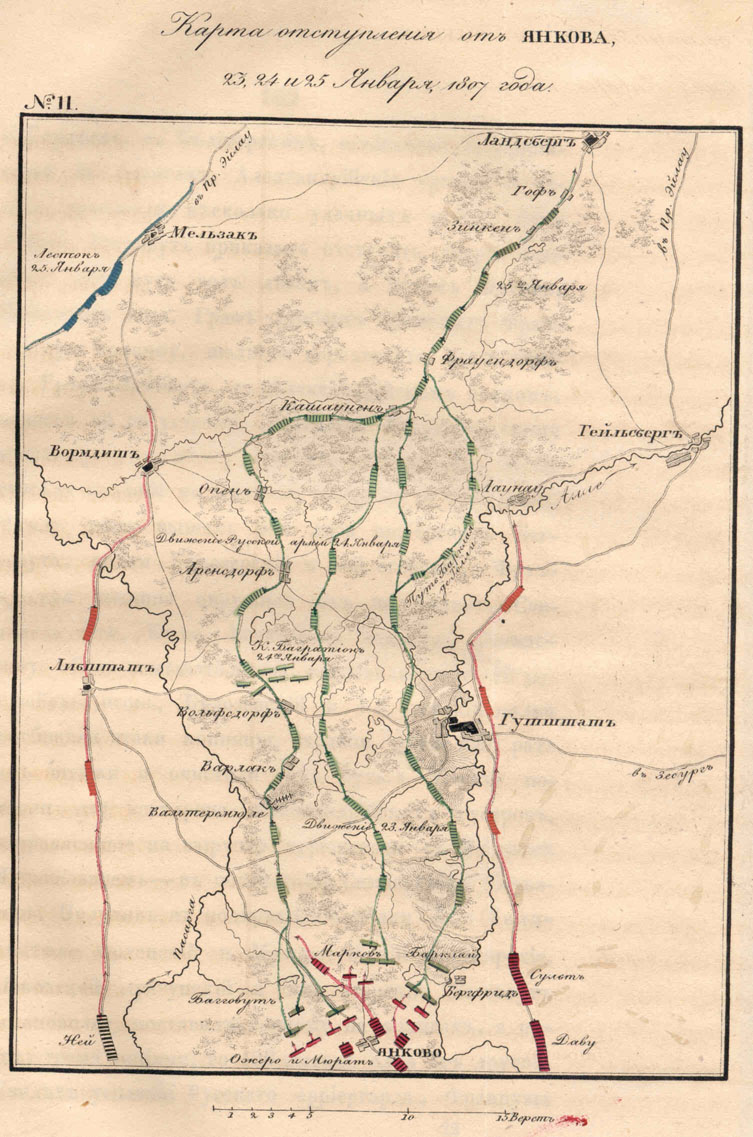
Odwrót Rosjan spod Jonkowa do Górowa Iławeckiego 4–6 lutego (źródło: Michajłowski-Danielewski, 1846)

## Dowódcy

### Armia francuska

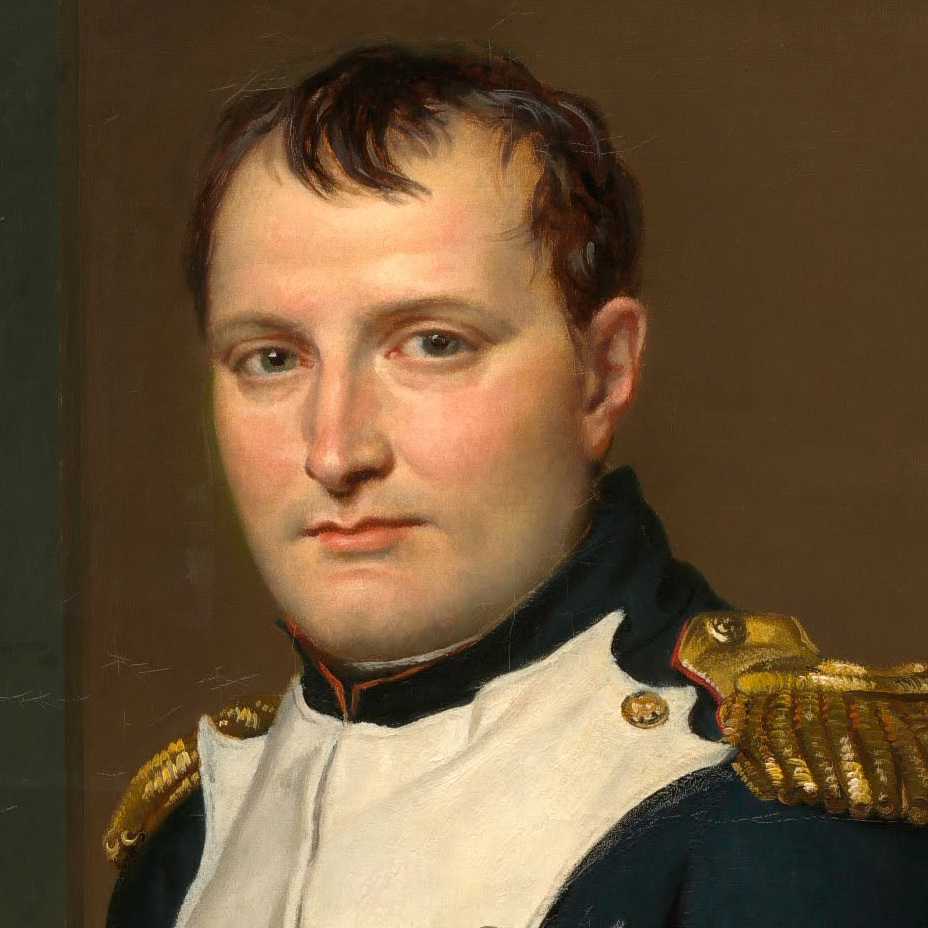
Cesarz Napoleon Bonaparte – Wielka Armia, Gwardia Cesarska
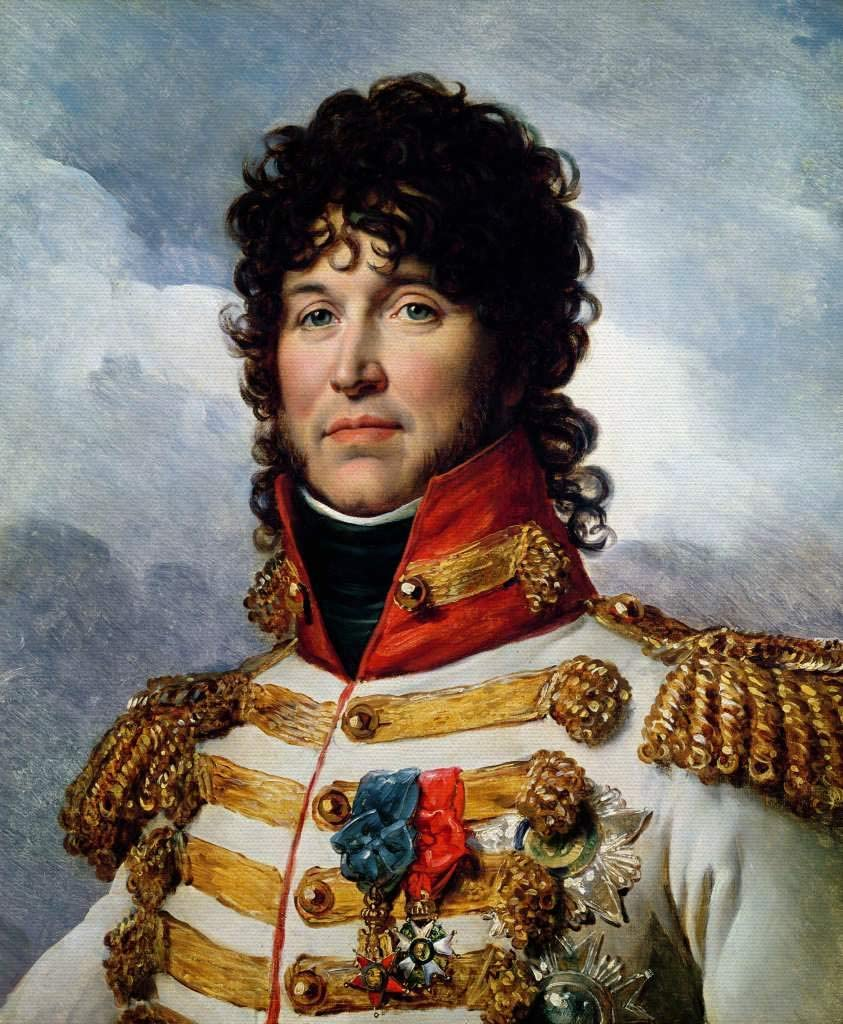
Joachim Murat – III Korpus Jazdy Rezerwowej
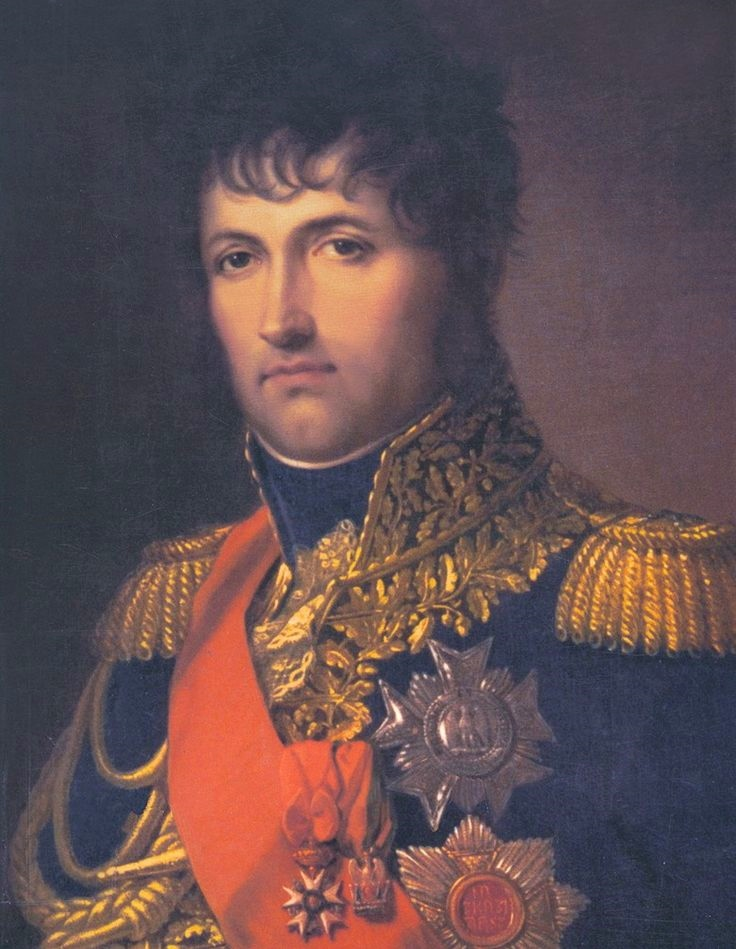
Jean de Dieu Soult – IV Korpus Wielkiej Armii
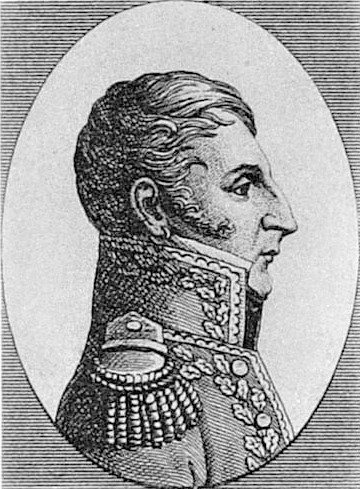
Louis de Saint-Hilaire – 1. dywizja w Korpusie Soulta
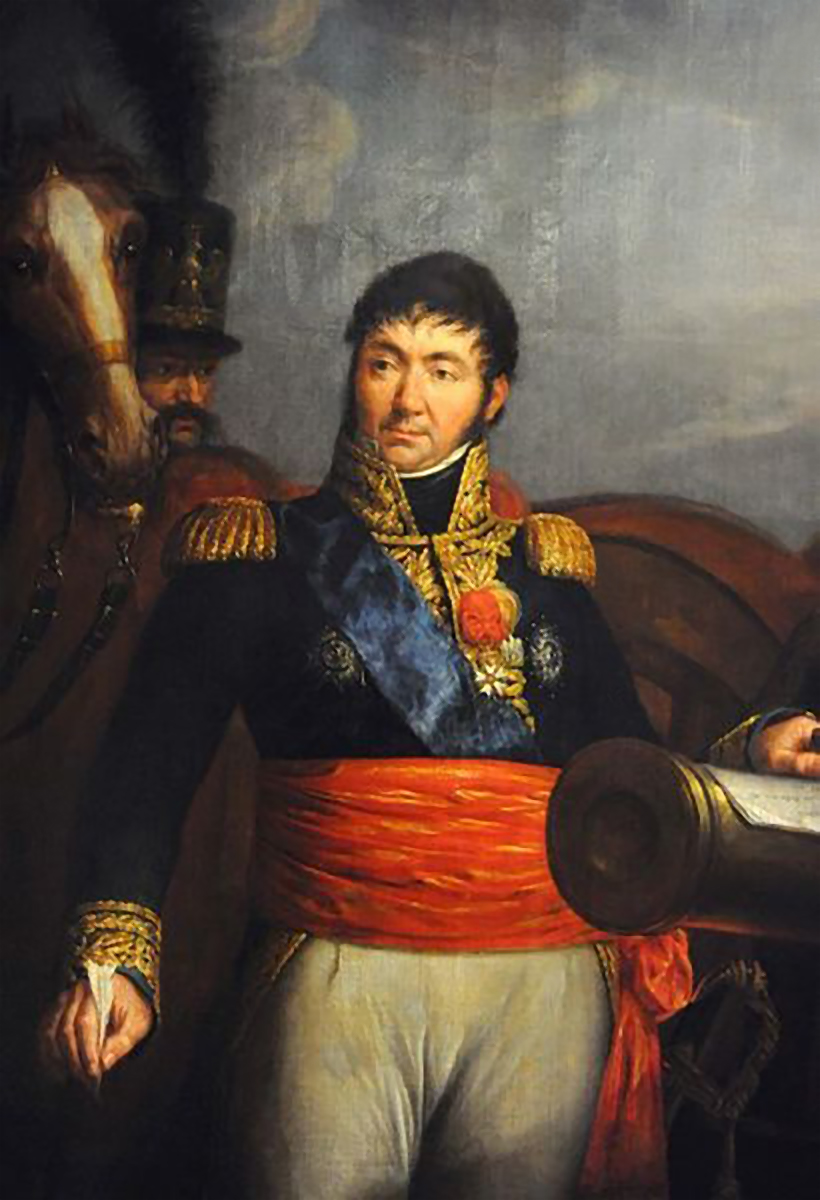
Jean Baptiste Milhaud – dywizja kawalerii w Korpusie Murata
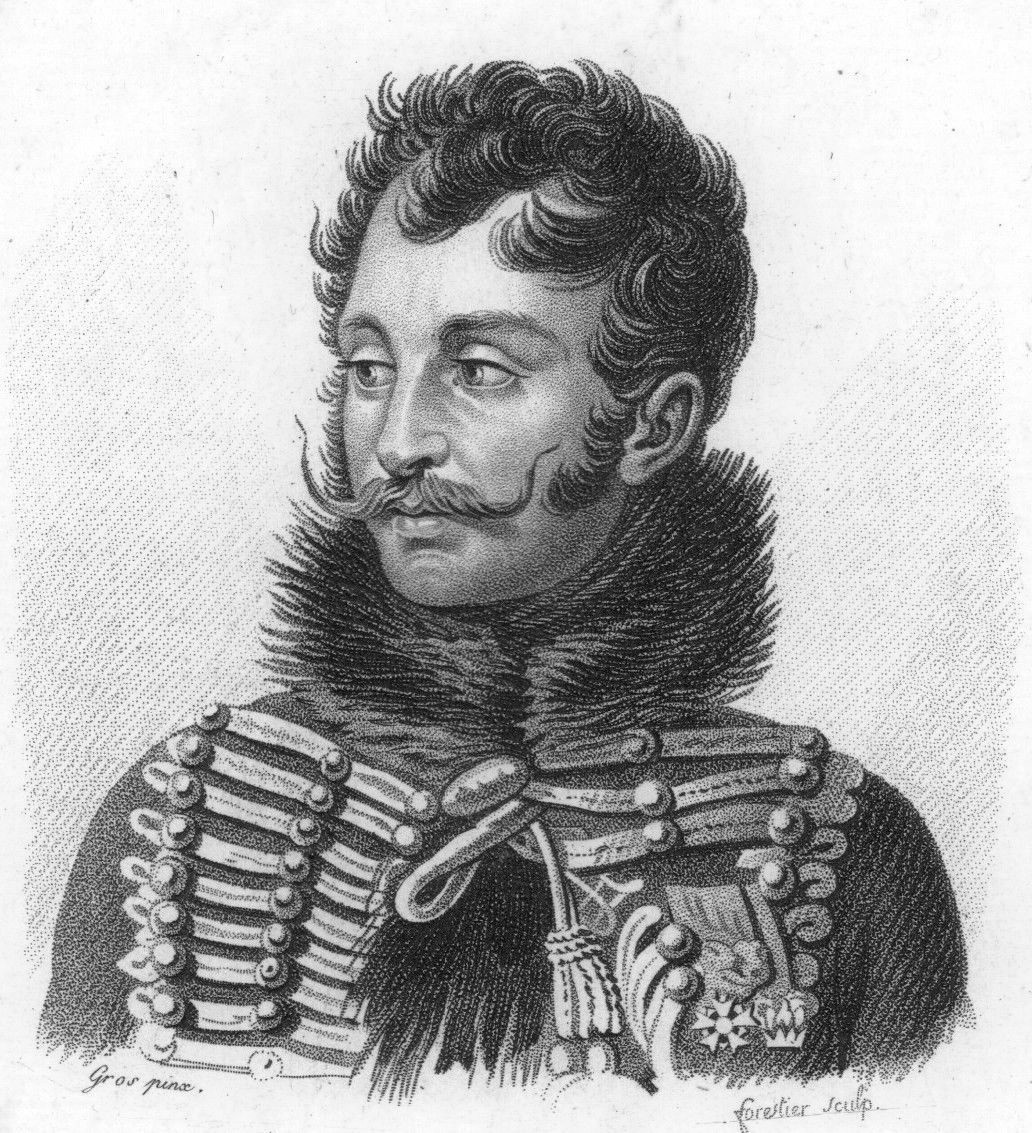
Antoine de Lasalle – brygada lekkiej kawalerii (5. i 7. pułk huzarów) w Korpusie Murata, tzw. „brygada piekielna”
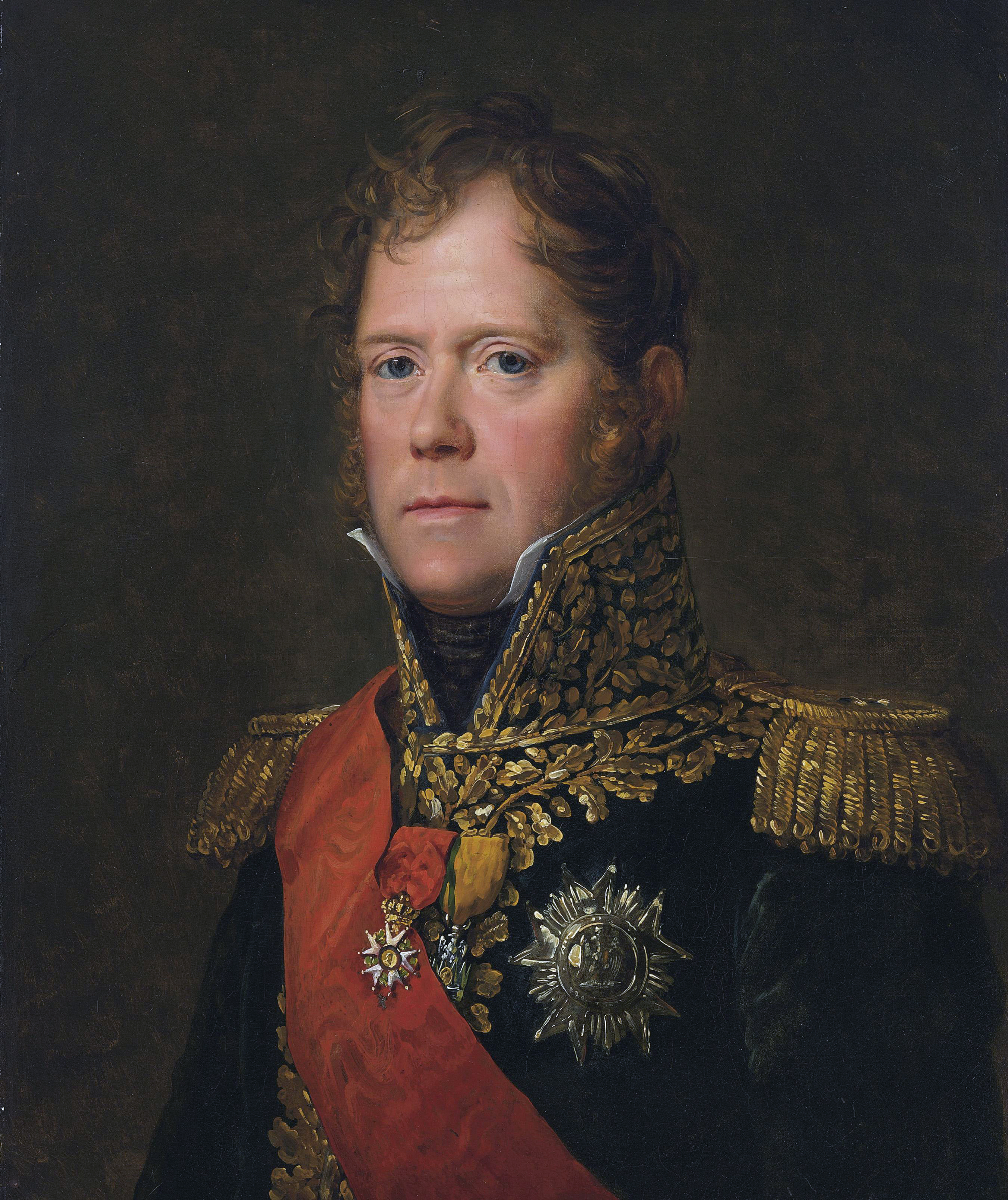
Michel Ney – VI Korpus Wielkiej Armii
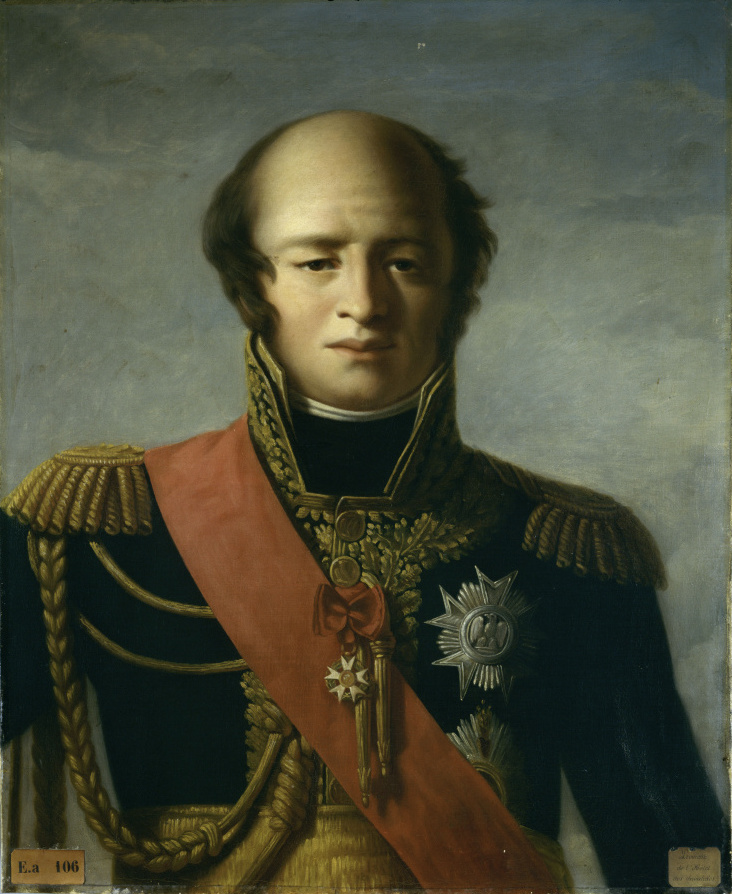
Louis Nicolas Davout – III Korpus Wielkiej Armii
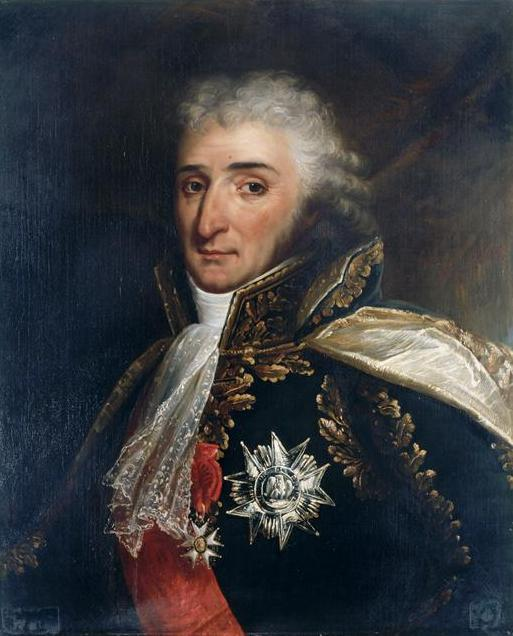
Pierre Augereau – VII Korpus Wielkiej Armii

### Armia rosyjska

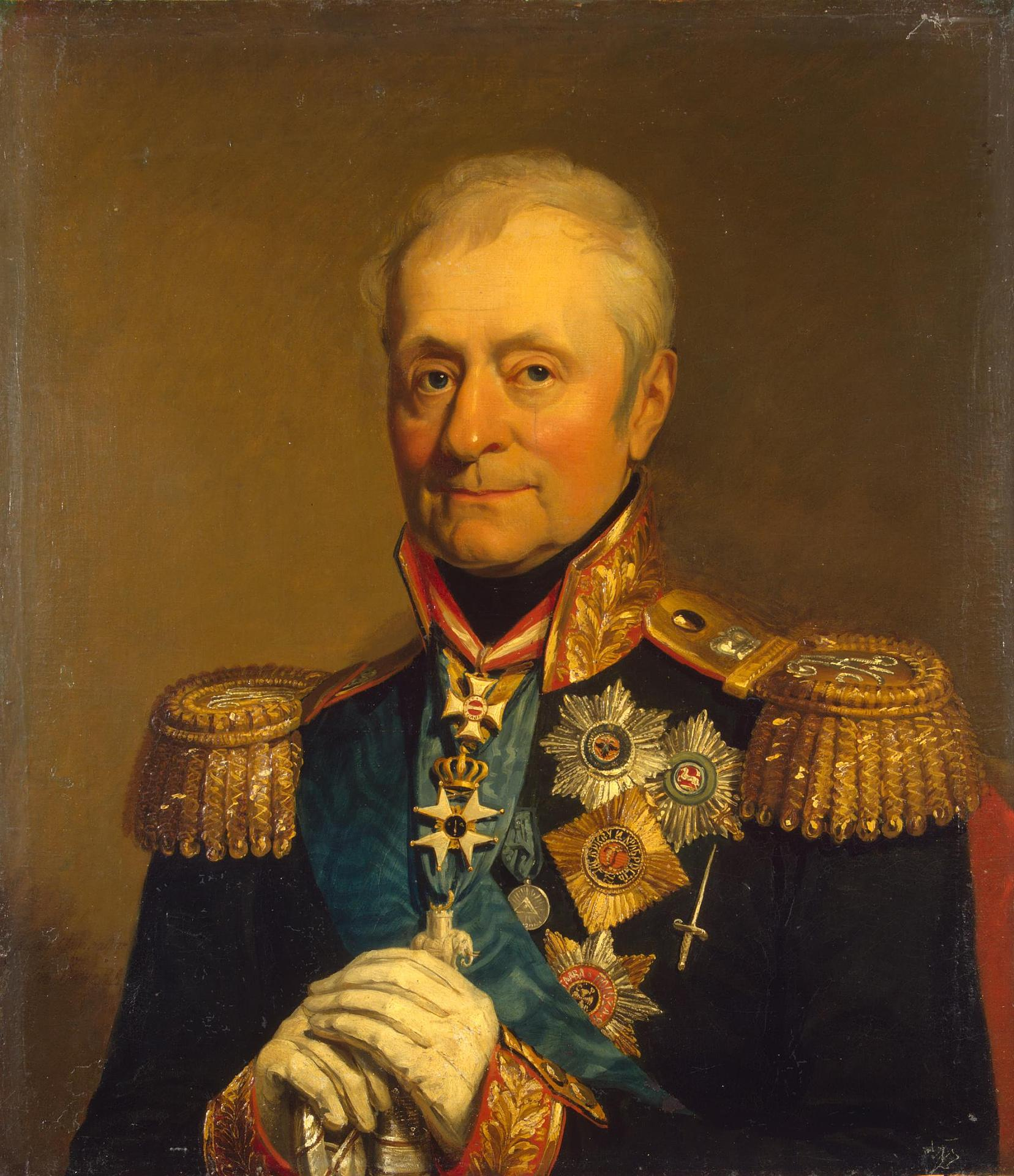
Levin August von Bennigsen – główne siły rosyjskie w Prusach
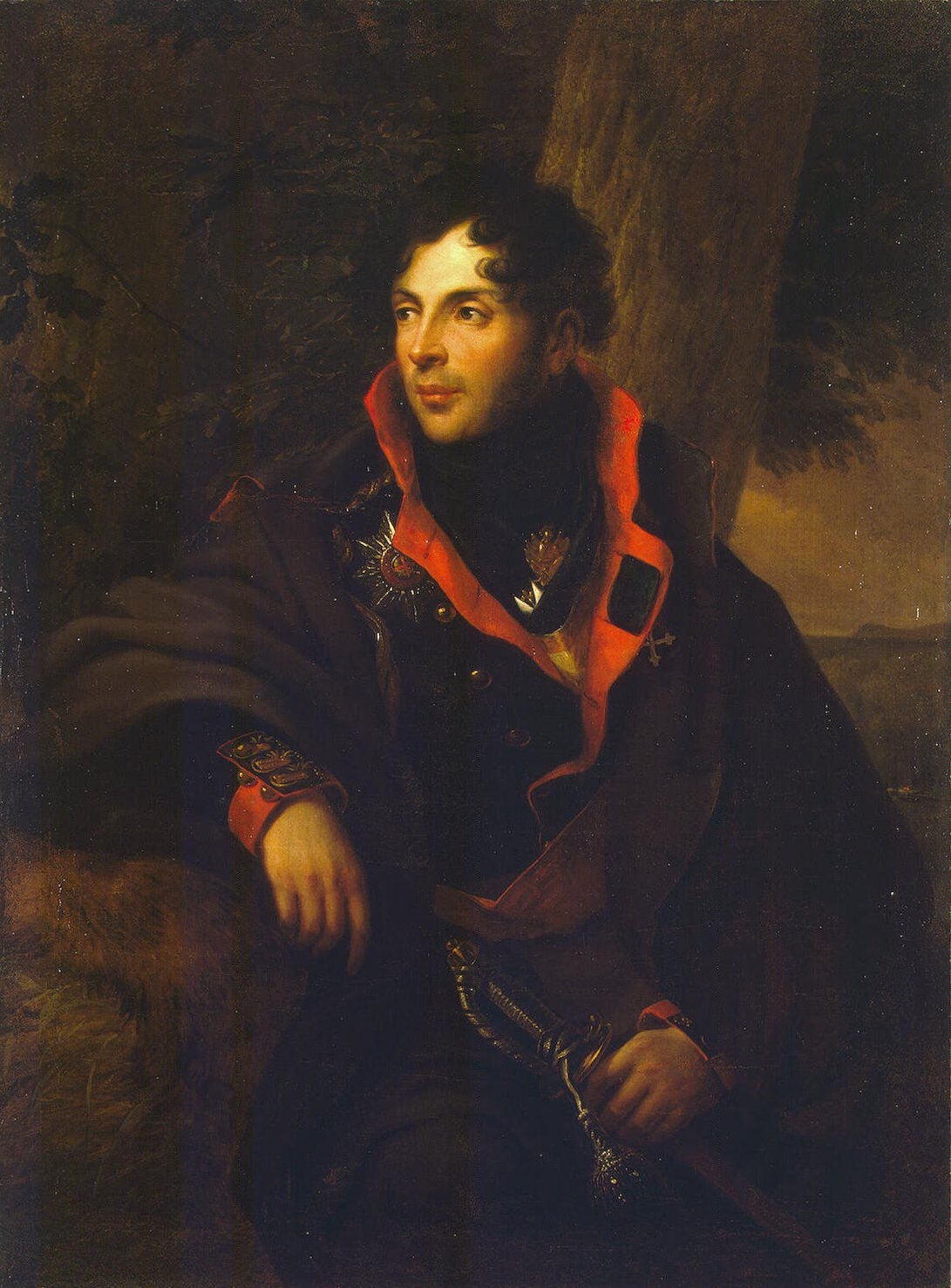
Nikołaj Michajłowicz Kamienski – 14. dywizja
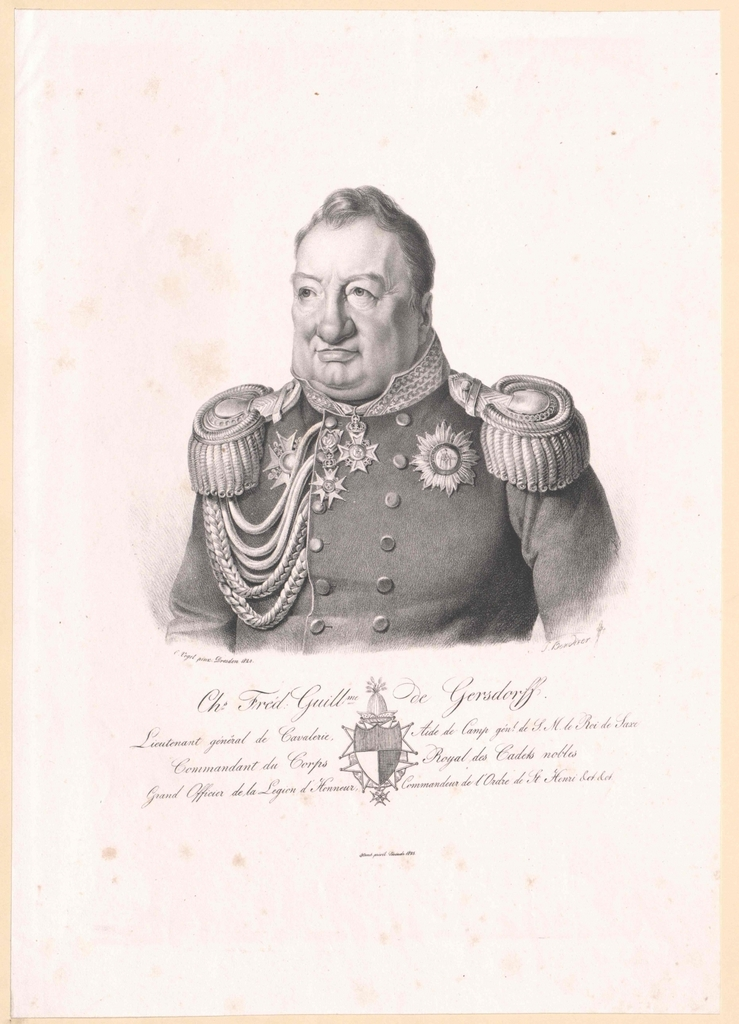
Karl von Gersdorff – 7. jegierski pułk w dywizji Kamienskiego
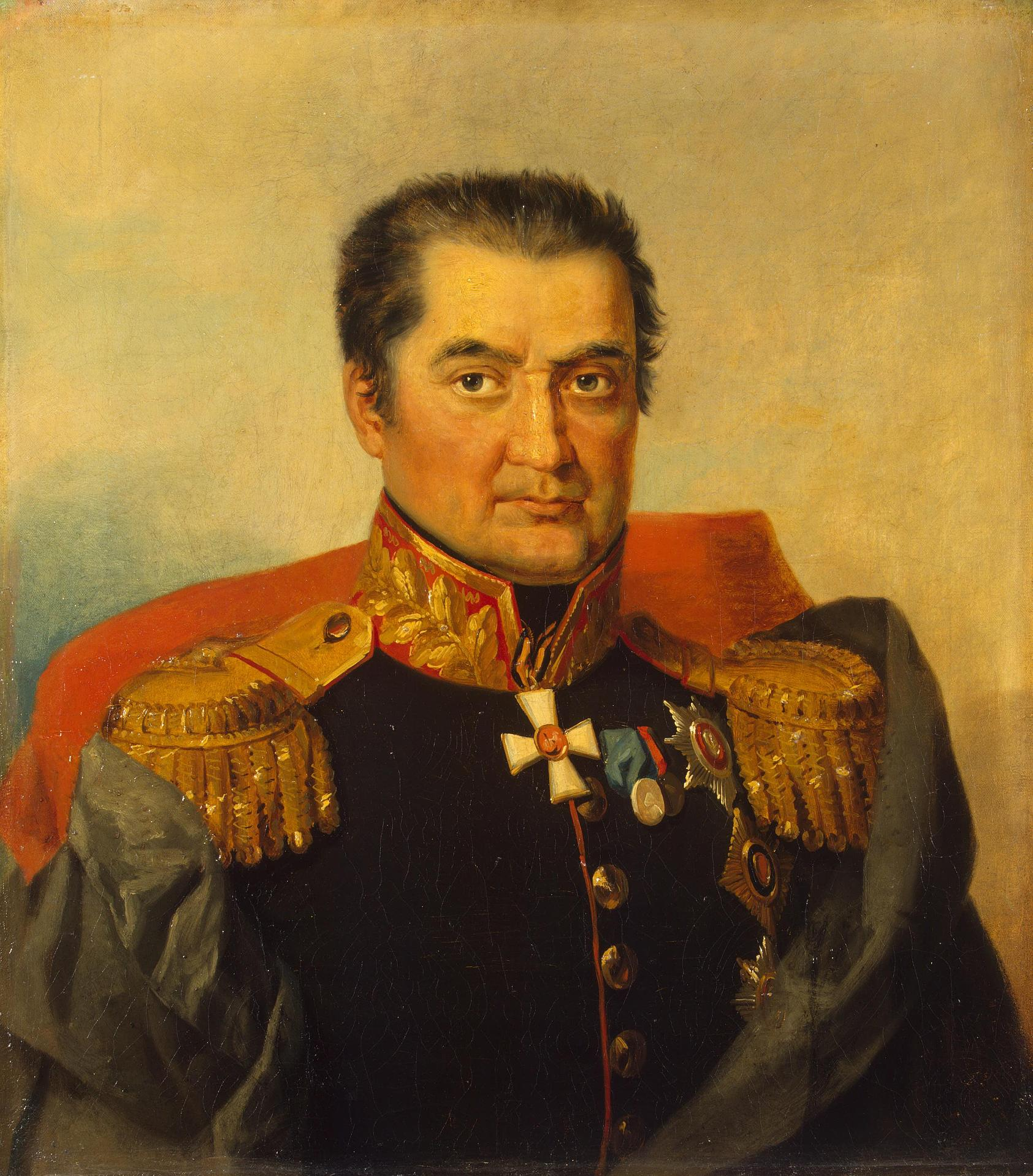
Jewgienij Markow – prawe skrzydło i przednia straż (awangarda)
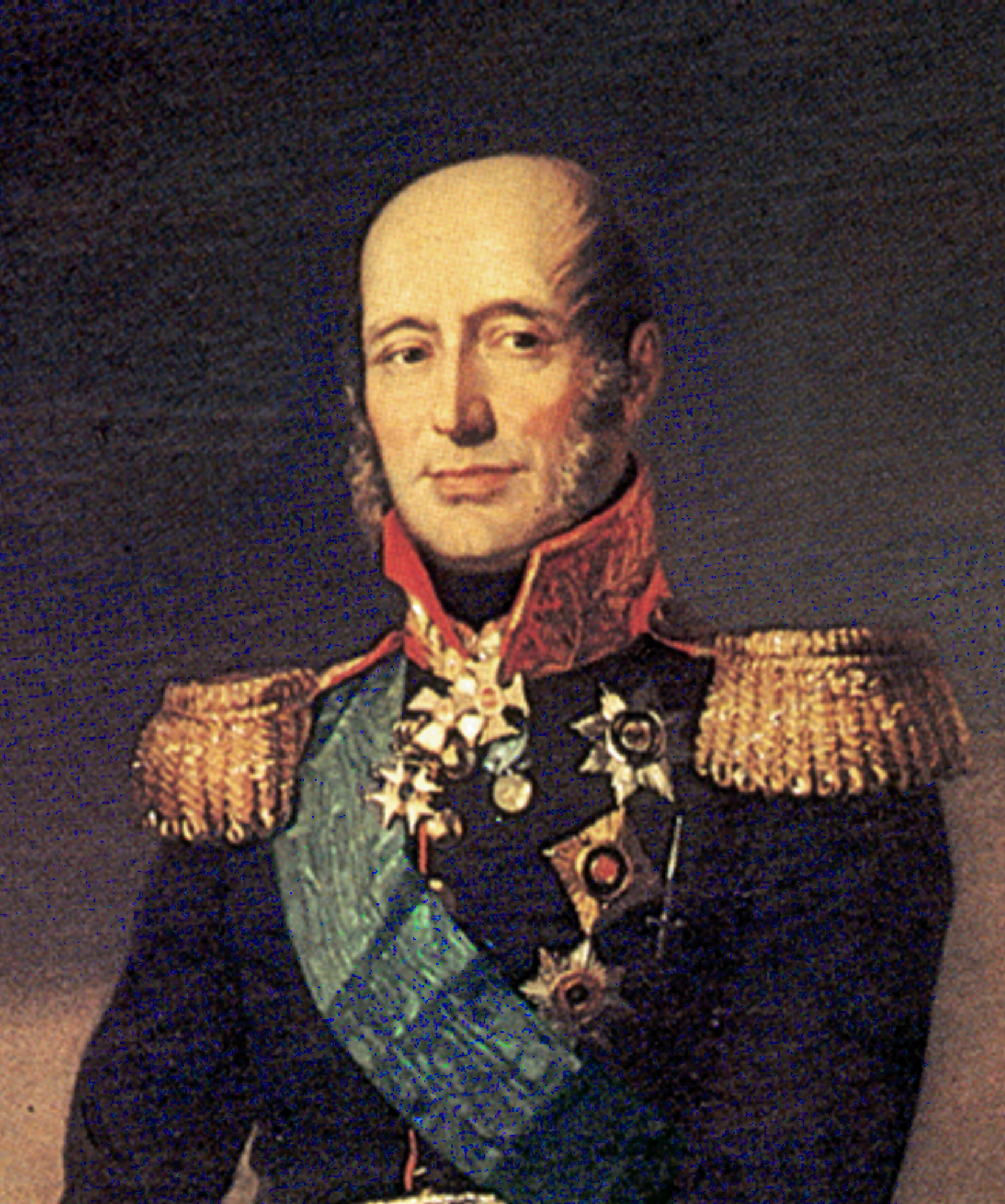
Barclay de Tolly – lewe skrzydło i tylna straż (ariergarda)

## Galeria

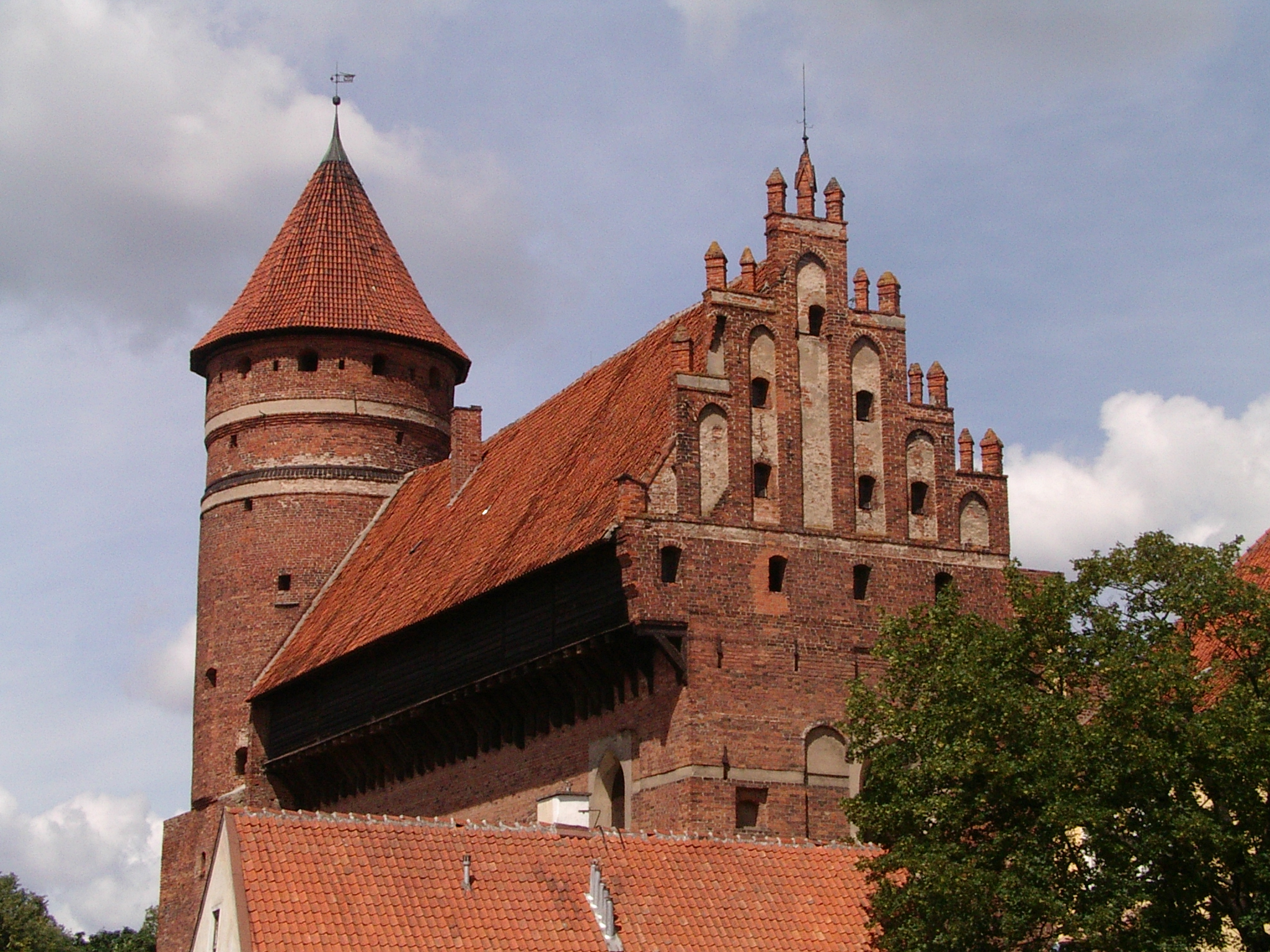
Zamek w Olsztynie, siedziba dowództwa francuskiego w 1807. Napoleon gościł na Zamku 3 lutego
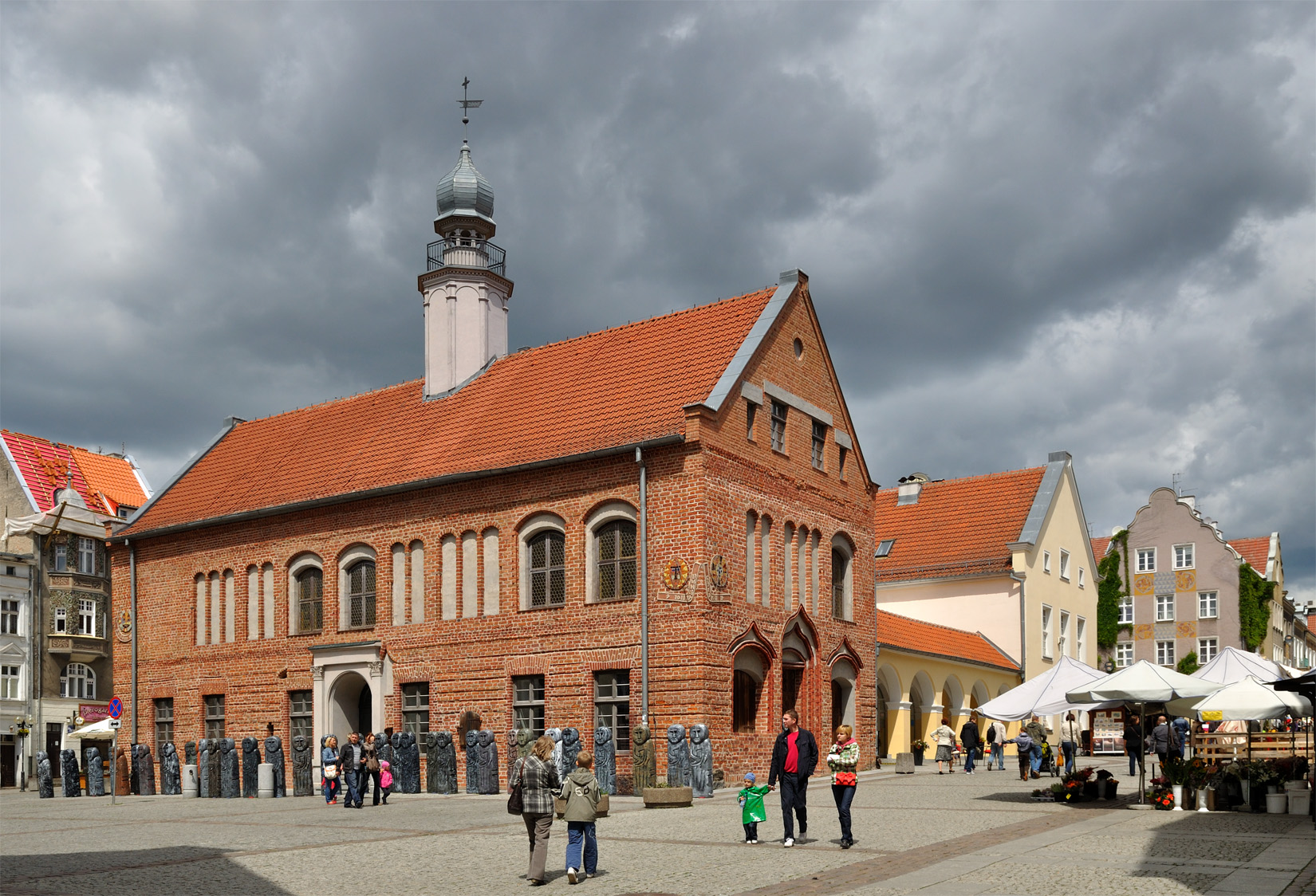
Rynek w Olsztynie, miejsce odprawy wojsk i przyjęcia meldunków przez Napoleona
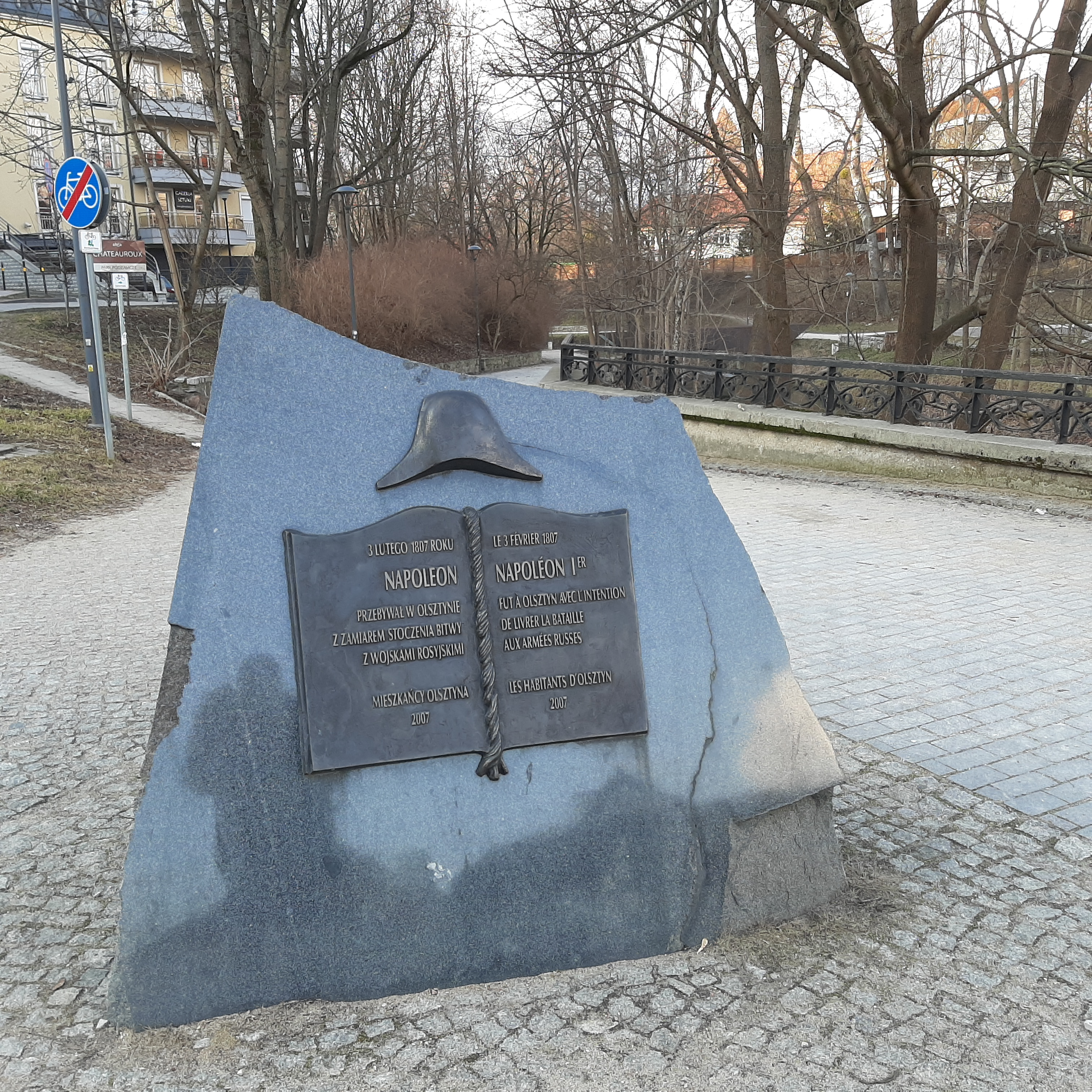
Kamień Napoleona w Olsztynie przy Moście Jana nad Łyną
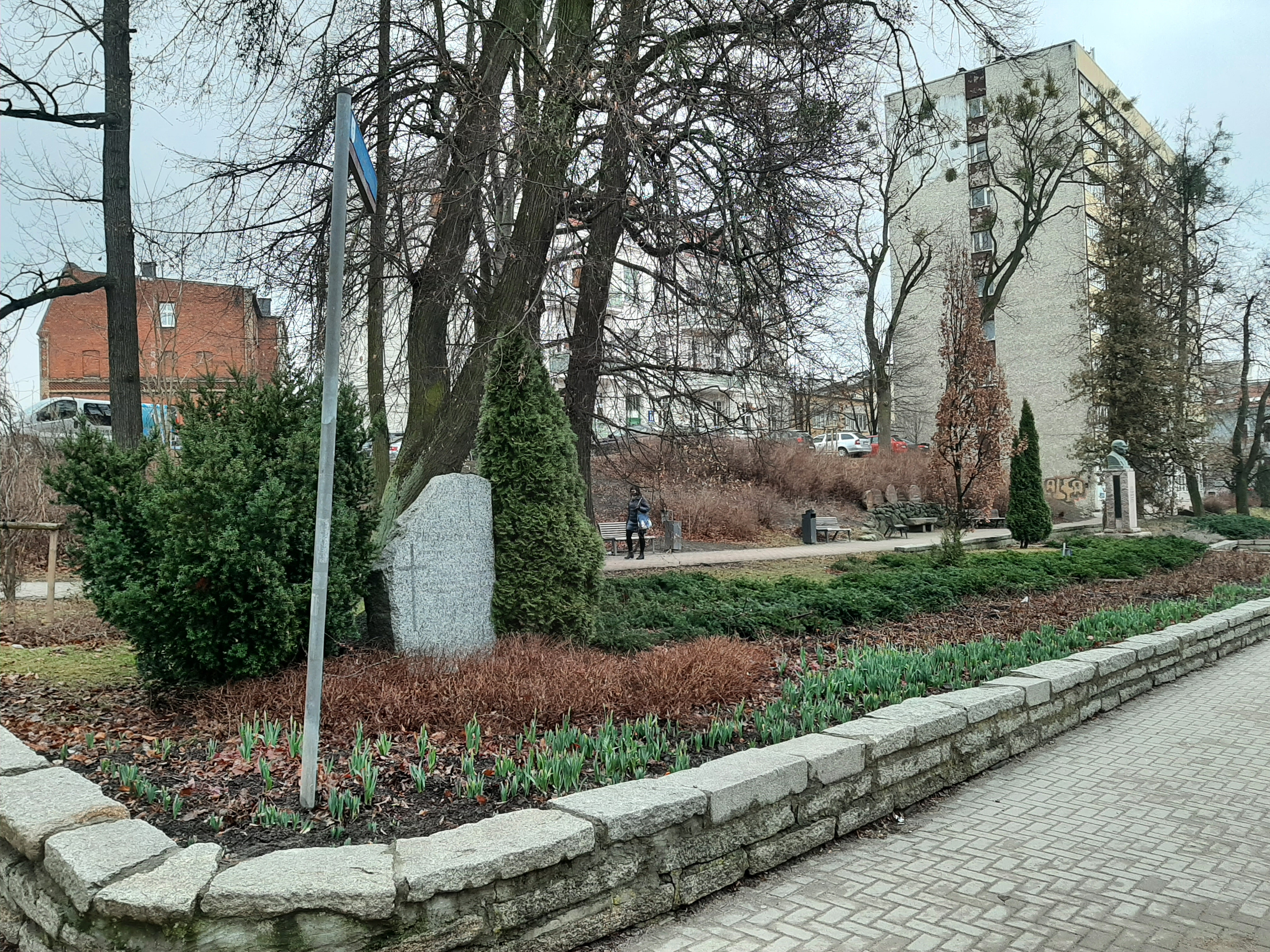
Plac Trzech Krzyży w Olsztynie, miejsce pochówku żołnierzy francuskich i rosyjskich poległych w 1807 roku
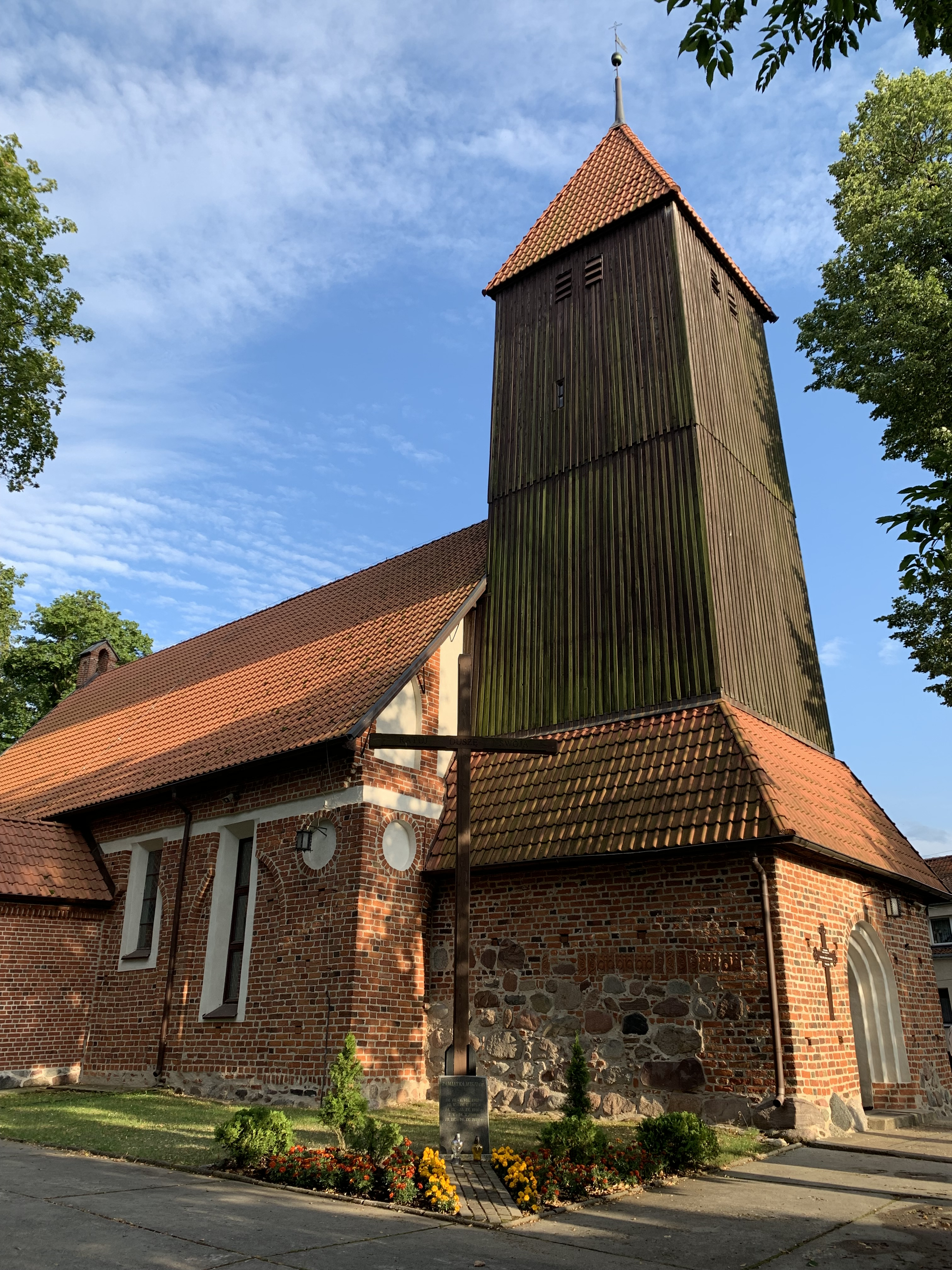
Zachowana drewniana wieża kościoła w Gutkowie, z której Napoleon prowadził obserwacje
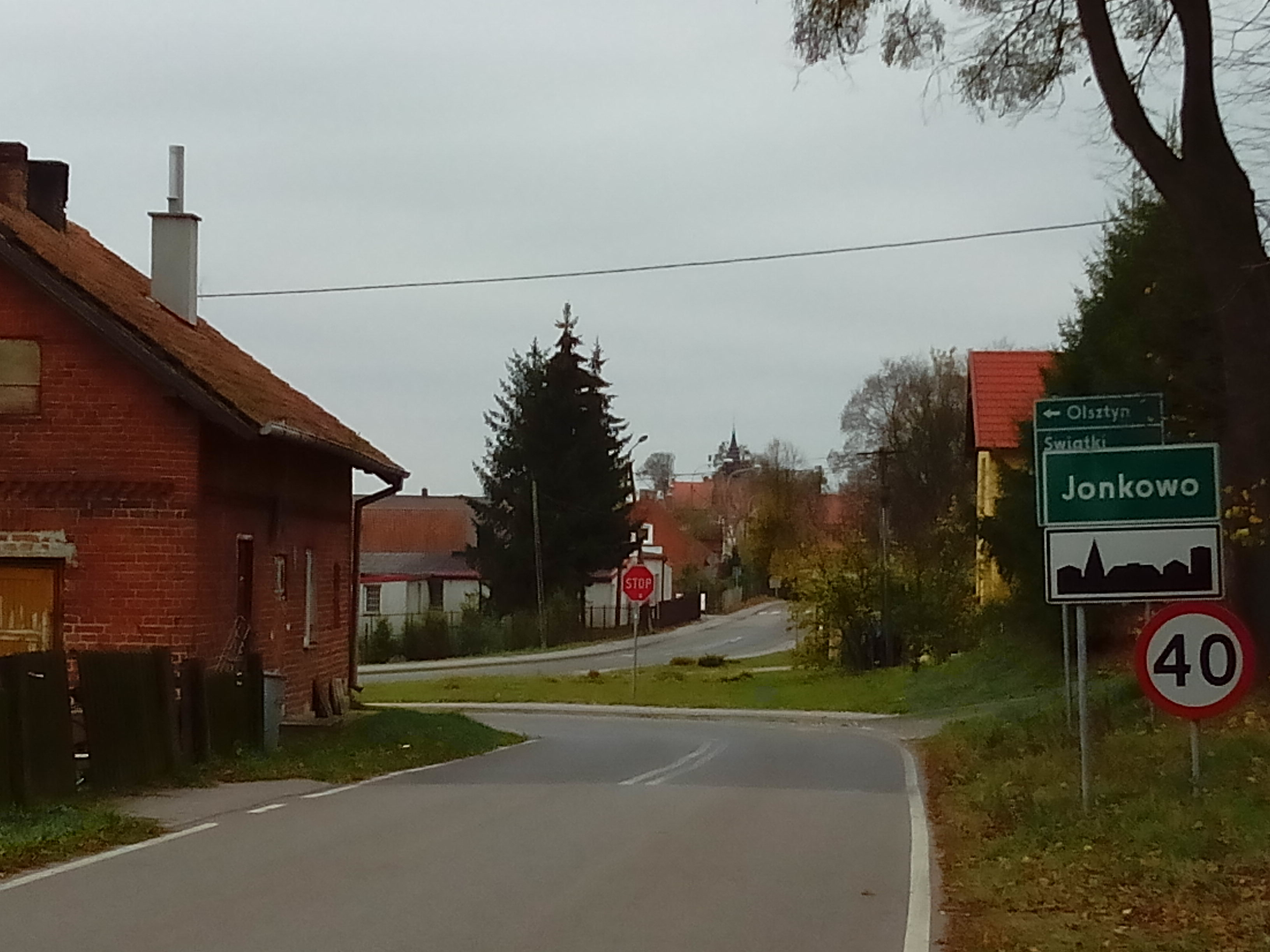
Jonkowo, siedziba dowództwa i armii rosyjskiej, widok współczesny
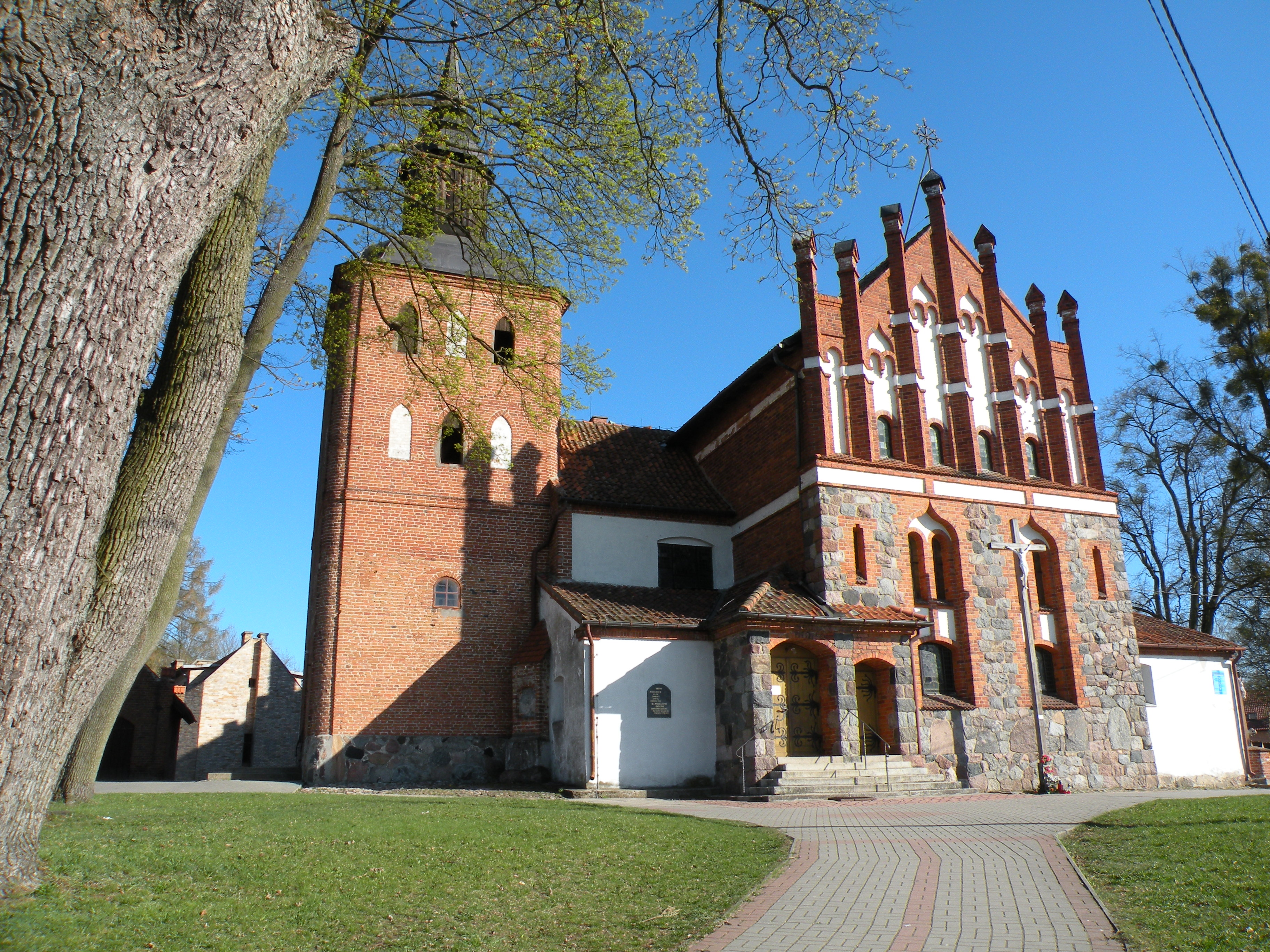
Zabytkowy kościół w Jonkowie. Napoleon gościł na tutejszej plebanii 4 lutego
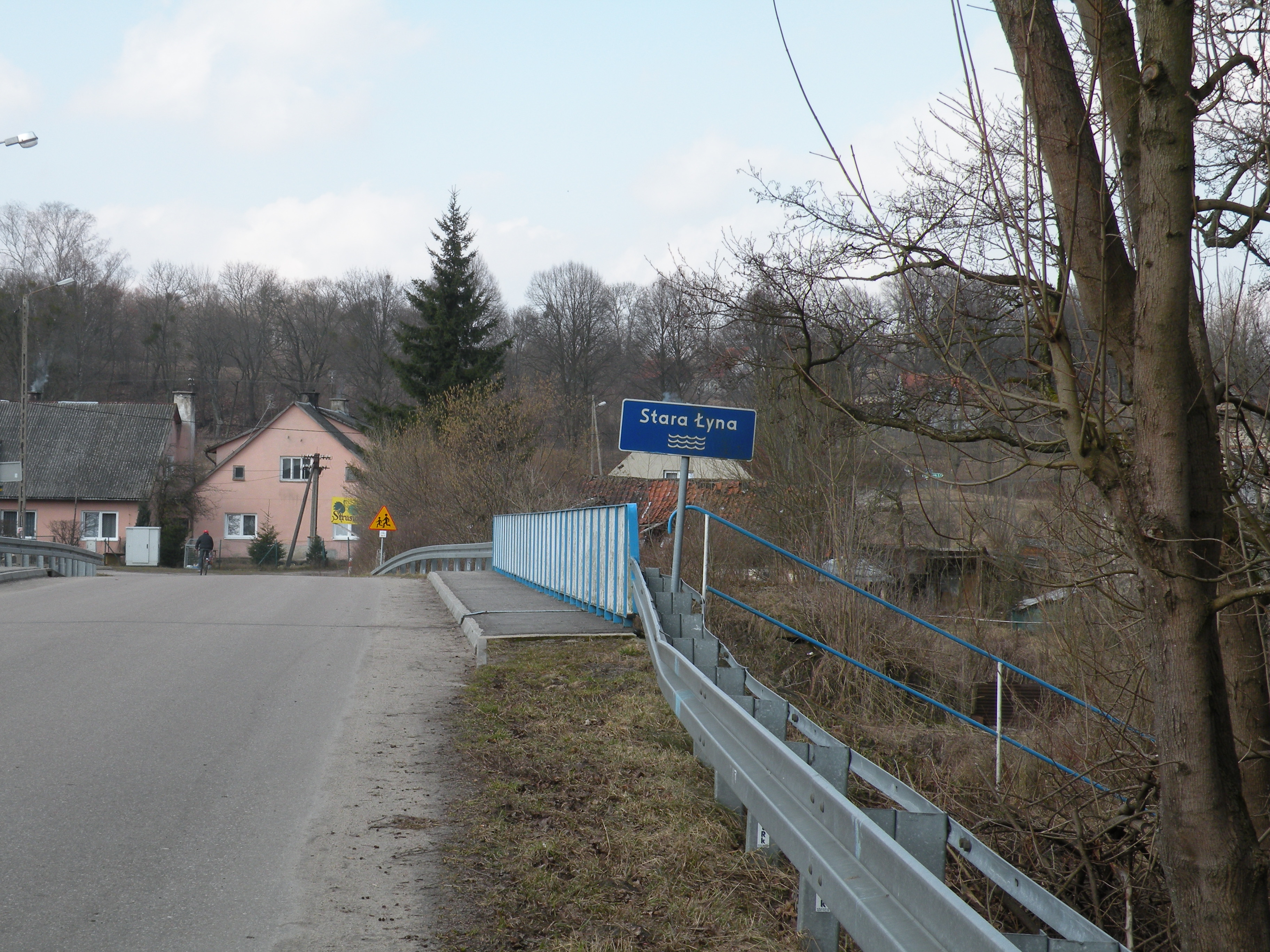
Współczesny most w Barkwedzie, miejsce najbardziej zaciętych walk o przeprawę przez Łynę
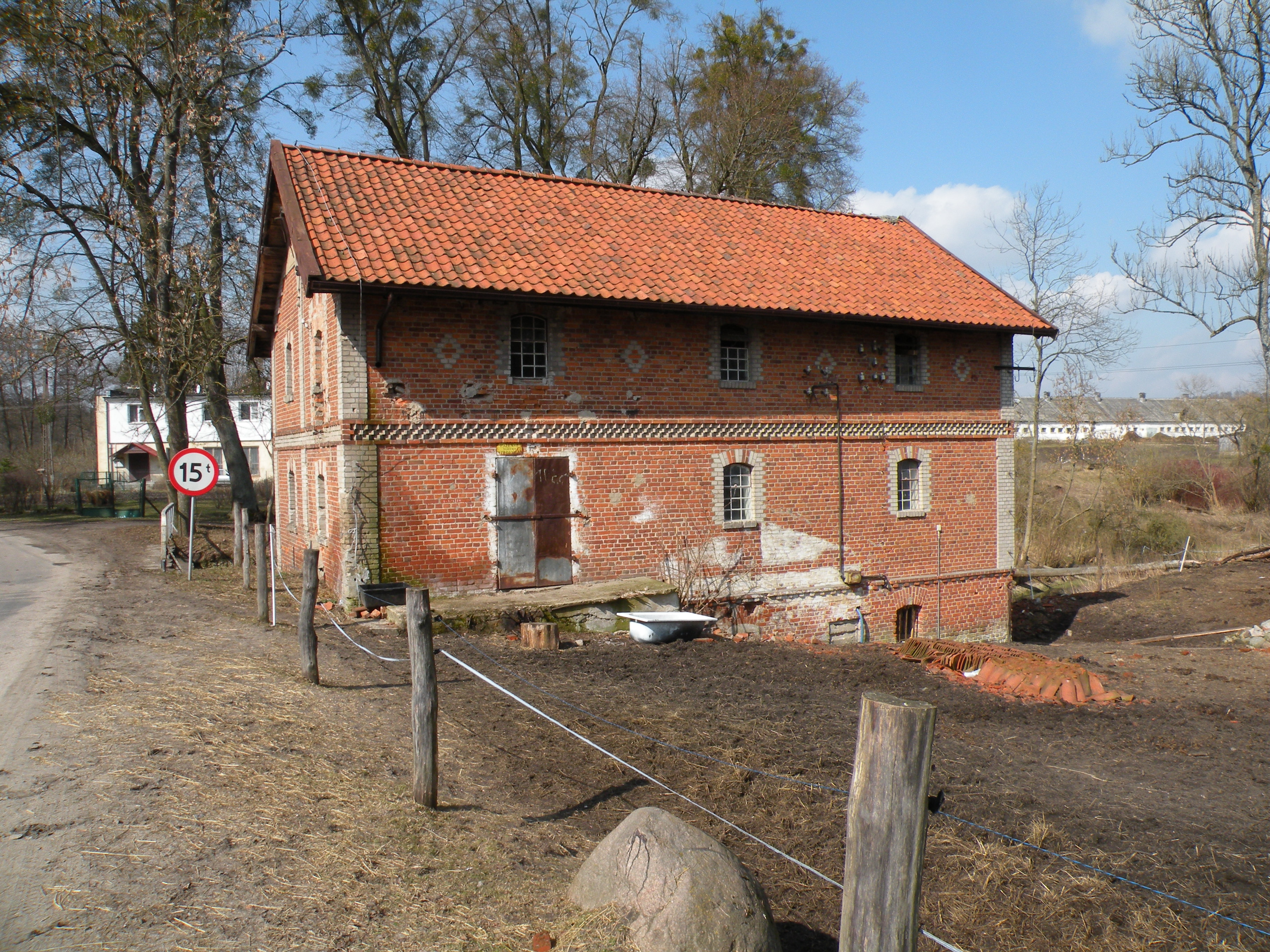
Młyn wodny w Barkwedzie przy grobli nad Łyną, budynek po przebudowie
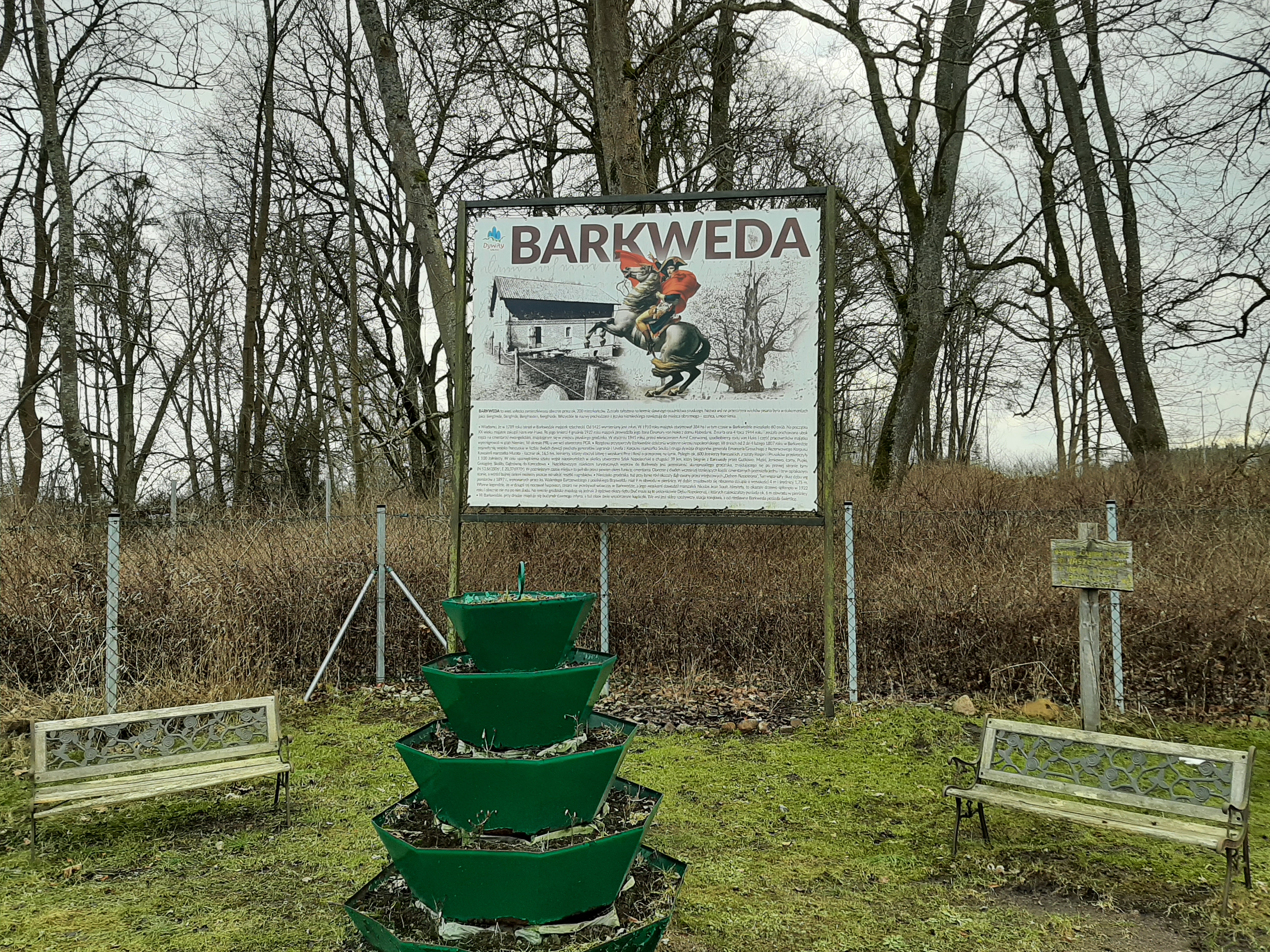
Skwer z tablicą Napoleona przy moście w Barkwedzie
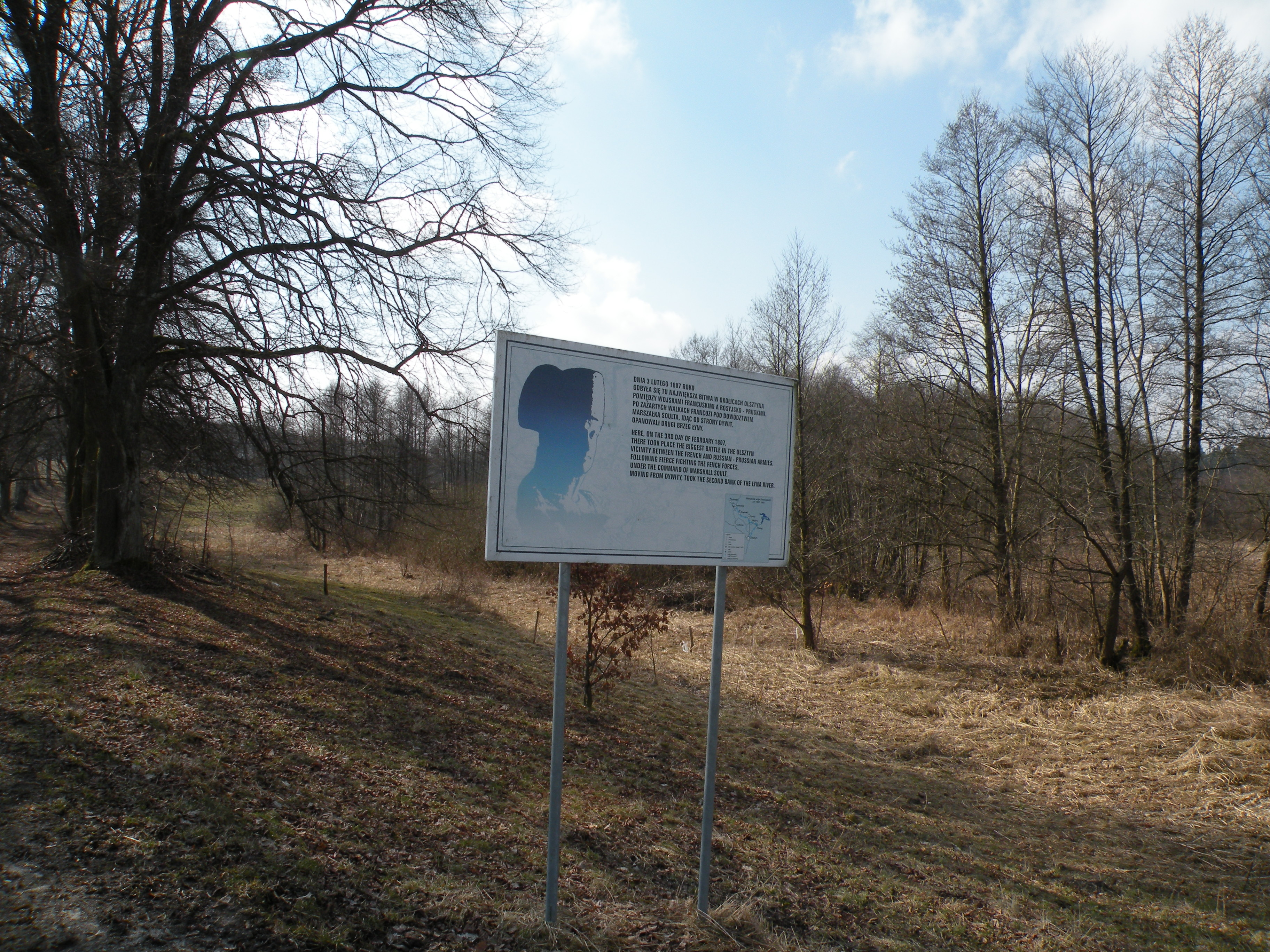
Tablica pamiątkowa w Barkwedzie na miejscu walk
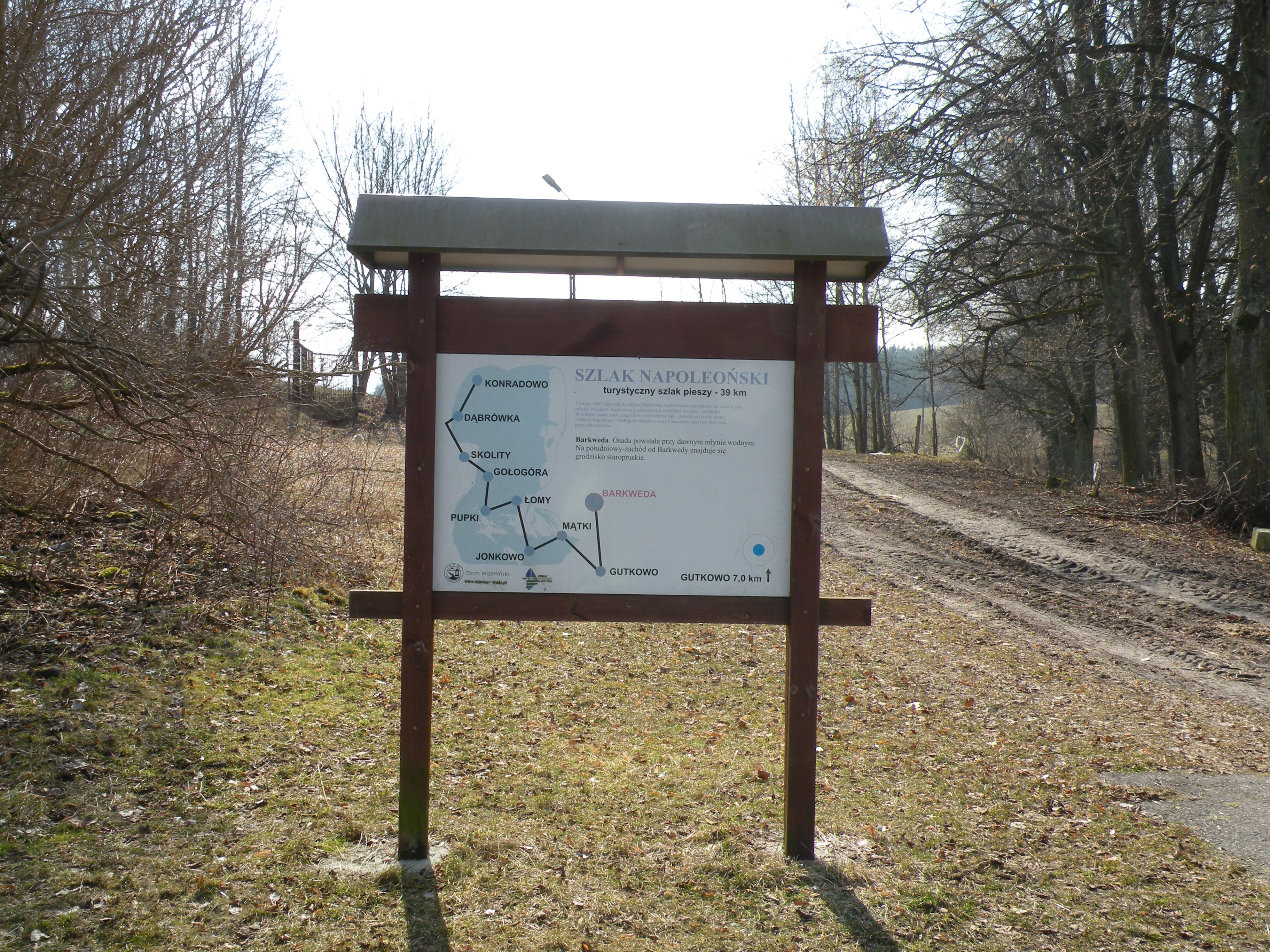
Tablica Szlaku Napoleońskiego
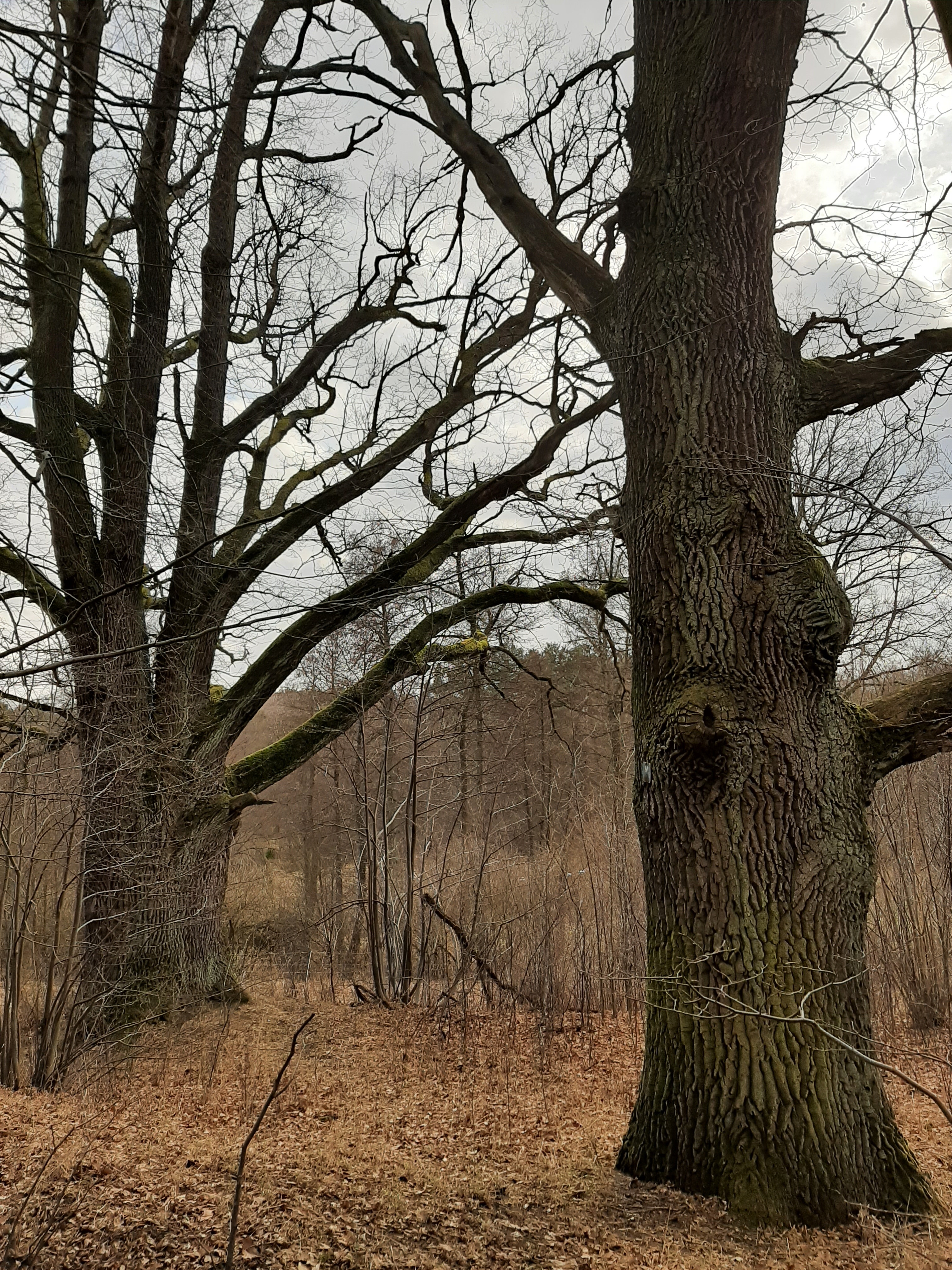
Dęby Napoleona w Barkwedzie
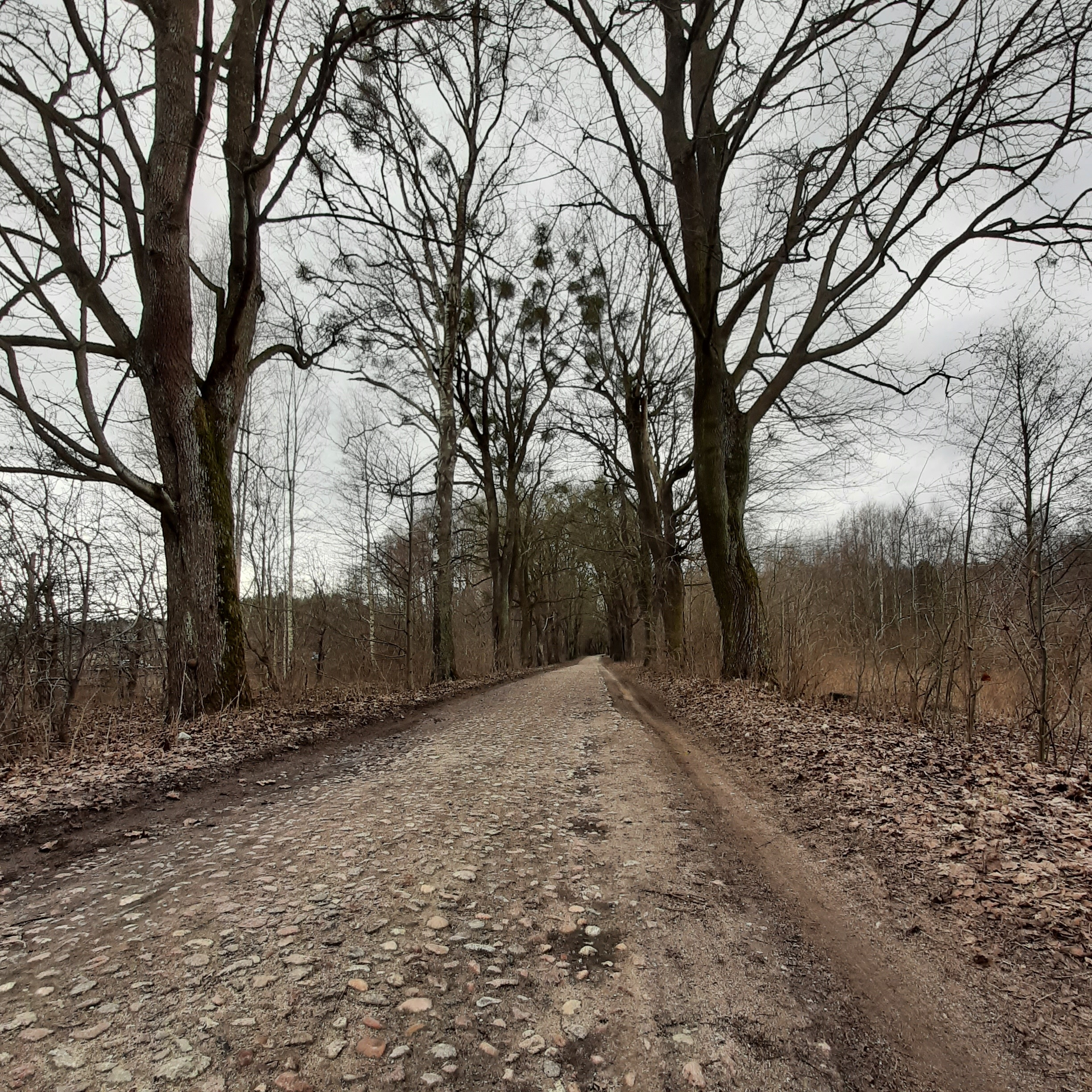
Dawny trakt z Gutkowa do Jonkowa
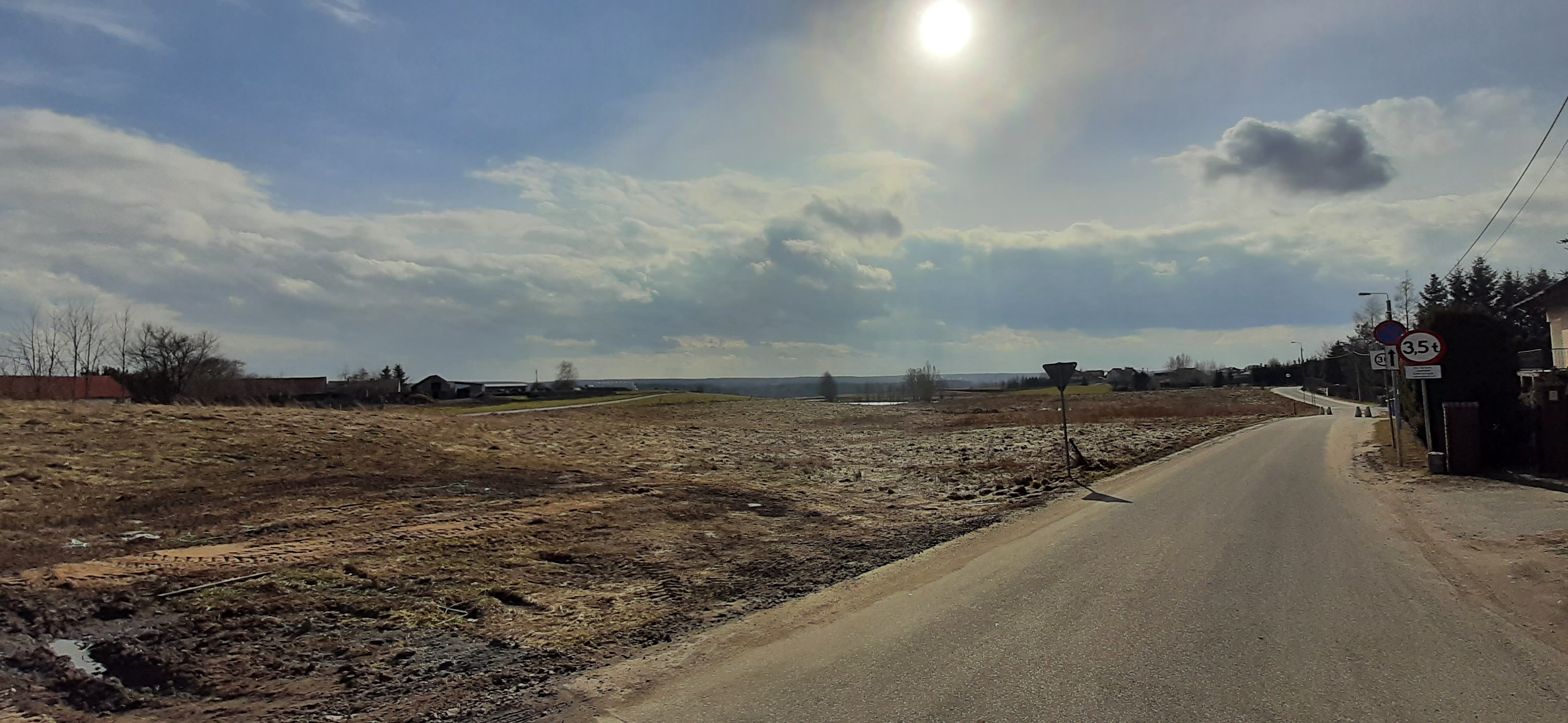
Równina pod Jonkowem, miejsce ataku „brygady piekielnej” Lasalle'a
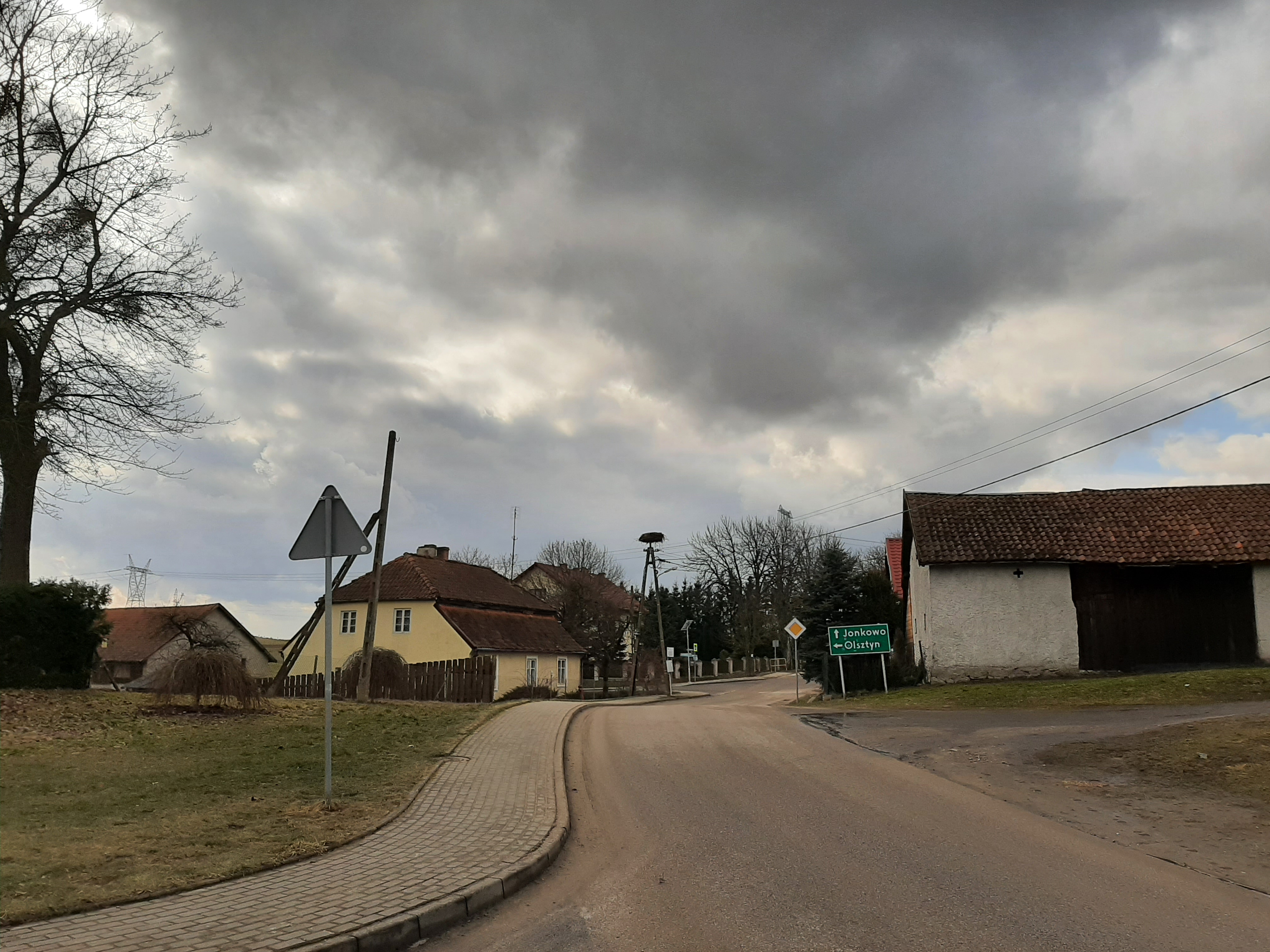
Mątki, miejsce stacjonowania dywizji Kamienskiego, a następnie oddziałów Soulta
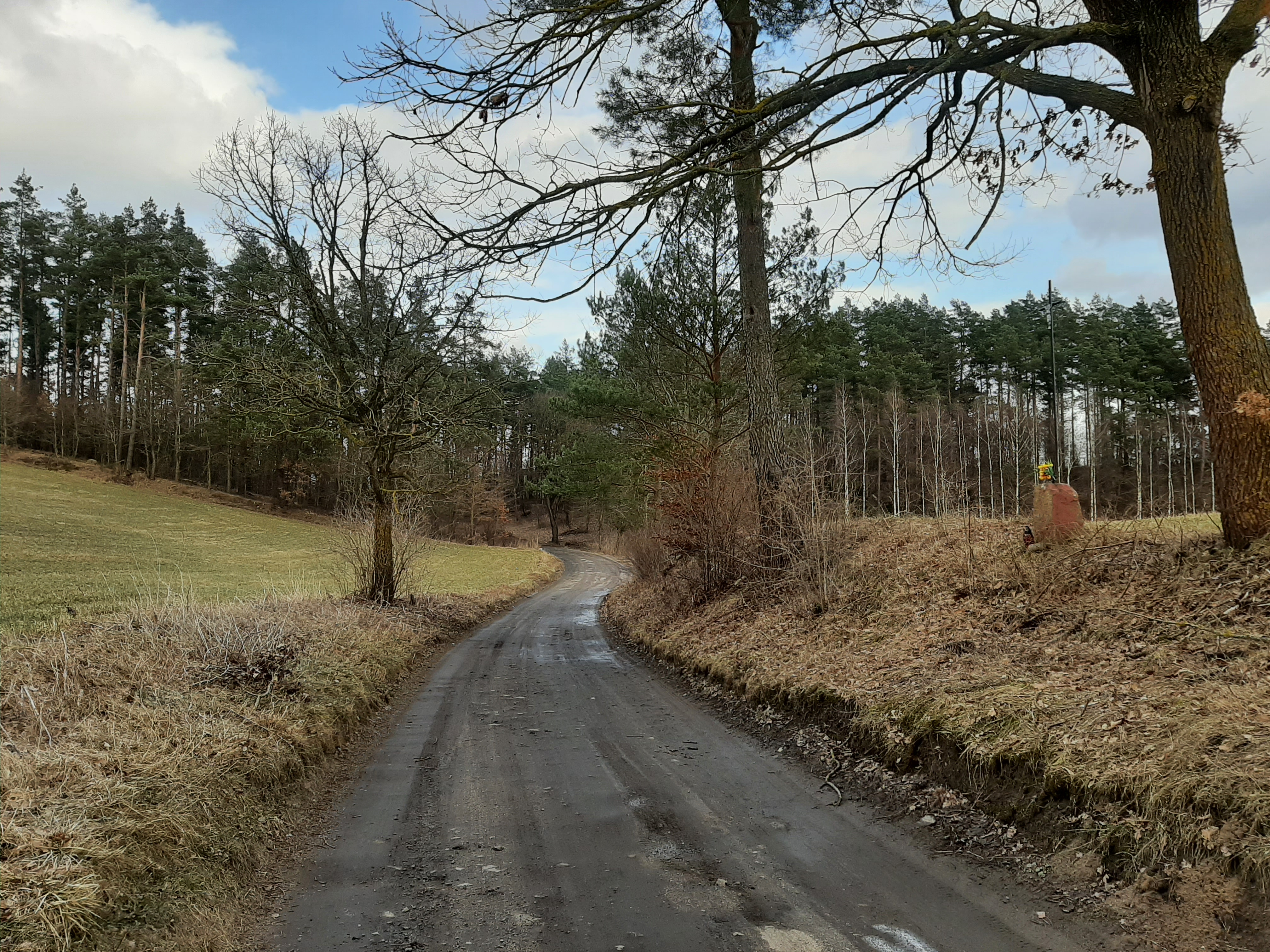
Droga z Mątek do Kajn, widok współczesny
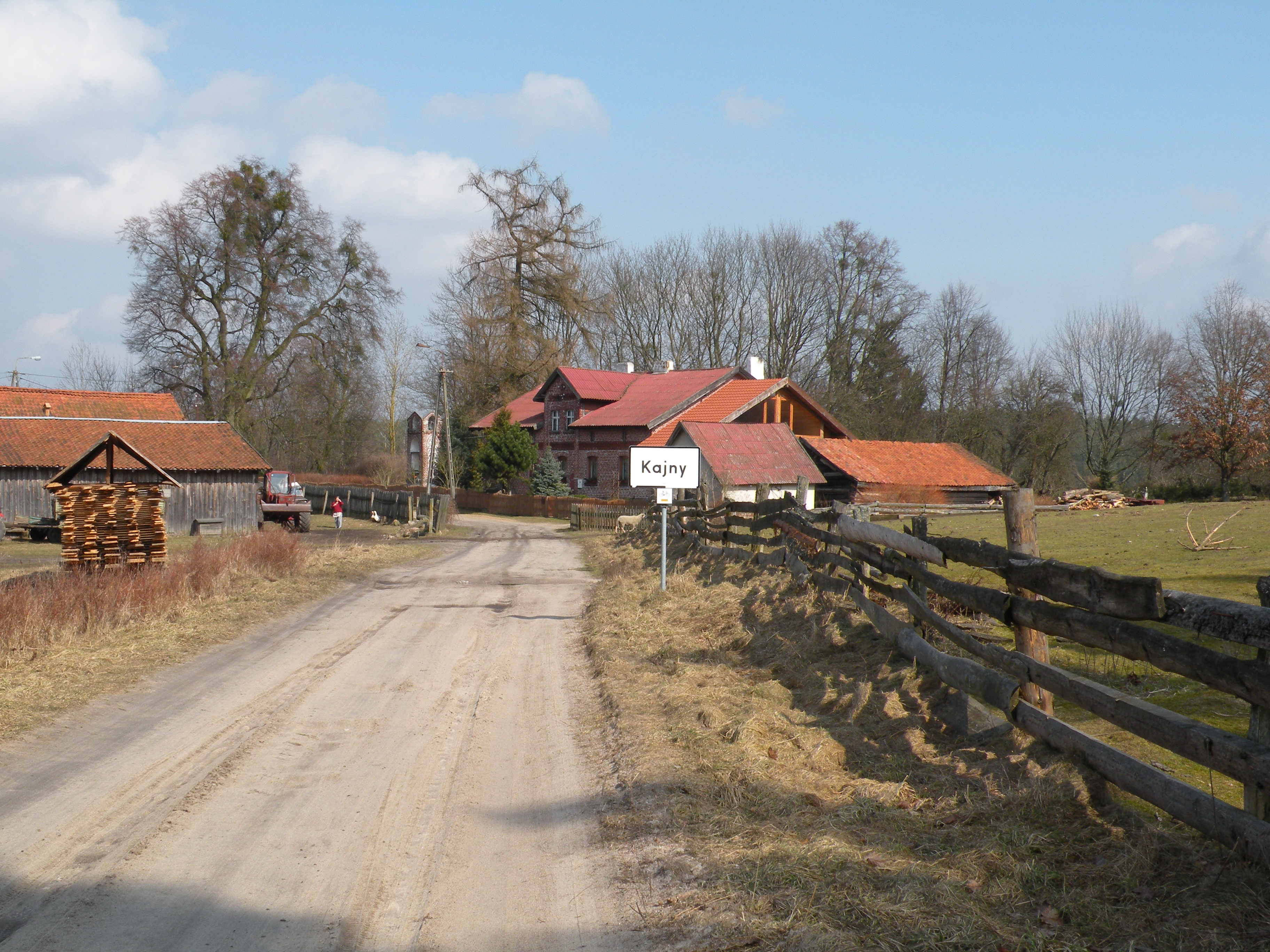
Kajny, widok współczesny
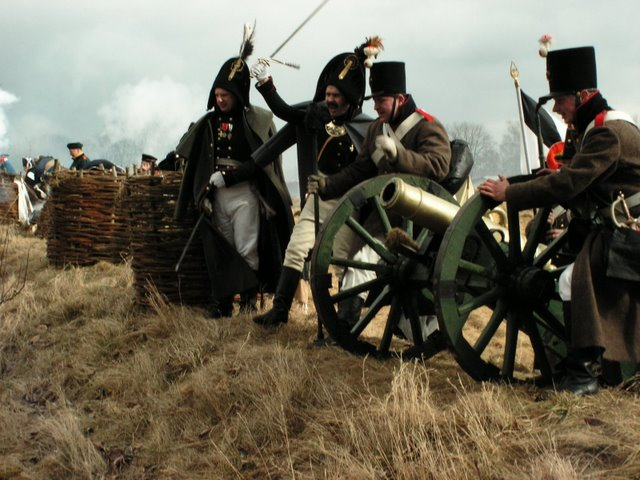
Inscenizacja bitwy w Jonkowie w 2008 roku

## Źródła
- Napoleon Bonaparte, Wspomnienia. Tom VIII, Paryż 1823, Stuttgart 1913, tłum. napoleon.org.pl (pol)
- Aleksander Michajłowski-Danielewski, Opis drugiej wojny Cesarza Aleksandra I z Napoleonem w 1806 i 1807 roku, Petersburg 1846 (ros.)
- Piotr M. Majkow Wspomnienia hrabiego L.L. Bennigsena o wojnie z Napoleonem w 1807 roku, Petersburg 1900 (ros.)
- Jakob O. Otroszczenko Wspomnienia generała Otroszczenko (lata 1800–1830), rozdz. III, Moskwa 2006 (ros.)